# Cane Ashby
Pour les articles homonymes, voir Ashby.
Ethan "Cane" Ashby (né Atkinson) est un personnage de fiction du feuilleton télévisé Les Feux de l'amour. Il est interprété par Daniel Goddard entre le 12 janvier 2007 et le 28 novembre 2019 et depuis 2025 par Billy Flynn.

## Histoire

### L'arrivée à Genoa
En janvier 2007, Cane est serveur à l'Indigo, le bar jazz de Neil Winters. Il y rencontre Ambre Moore avec qui il sort, mais Ambre se sert en fait de lui pour rendre jaloux Adrian Korbel. Ambre apprend plus tard que Cane a été adopté par Violet Montgomery, mais comme elle est morte deux semaines après l'avoir adopté, il a été élevé par son frère australien Langley Ashby.
Ambre aide Jill à retrouver son fils biologique. En effet, Katherine Chancellor, la mère de Jill vient de se rappeler qu'il y a des années quand elles étaient ennemies, elle avait échangé le fils nouveau-né de Jill contre un autre bébé. Phillip Chancellor III n'était donc pas le fils biologique de Jill. Ambre pense alors que Cane pourrait être le fils de Jill.
Cane révèle à Ambre qu'il est Australien et qu'il sera expulsé dans peu de temps des États-Unis. Ambre décide alors de se marier avec lui pour qu'il ne soit pas expulsé. Ils partent à Las Vegas mais arrivé là-bas, Cane ne veut plus de ce mariage. Ambre appelle alors son amie Alison Stewart qui se déguise en homme, elles forcent Cane à boire jusqu'à ce qu'il soit saoul puis ils se marient. À son réveil, Ambre dit à Cane qu'ils sont mariés.
En février 2007, il est prouvé que Cane est le fils de Jill. Cane étant né à Genoa, il est donc Américain, il n'est plus menacé d'être expulsé. Ambre et Cane étant mariés, ils vont habiter au Domaine Chancellor. Katherine nomme Cane chef de chantier aux industries Chancellor, il prend la responsabilité du chantier Clear Springs.
Quelque temps plus tard, Cane devient suspicieux sur la validité de son mariage avec Ambre et se rend compte que ce n'est pas lui qui a signé le certificat de mariage. Ambre lui explique que comme il avait trop bu ce jour-là, il n'avait pas pu signer correctement. Cane appelle l'ancienne belle-mère d'Ambre, Brooke Logan (Amour, Gloire et Beauté) pour lui poser des questions sur le passé de sa femme. Cane comprend alors que ce qui attire réellement Ambre c'est de devenir l'héritière d'une énorme fortune. Cane couche avec Ambre et lui balance les papiers d'annulation de mariage pour la faire souffrir, cette dernière comprend qu'elle est amoureuse de lui.

### De la rencontre avec Lily au mariage avec Chloe
- Pour fêter le divorce de Lily Winters et Daniel Romalotti, Collen, la meilleure amie de Lily lui prépare une fête à l'Indigo. Elle invite Cane. Lily et Cane s'embrassent ; Cane flirte avec Heather Stevens, mais voyant qu'aucune alchimie ne passe ils décident de rester amis. Cane s'intéresse alors à Lily, mais voyant la grosse différence d'âge ils décident d'en rester là.
- Cependant, attirés l'un par l'autre ils dépasseront la différence d'âge et sortent ensemble au plus grand regret de Neil Winters le père de Lily. Lily pense être enceinte, mais les docteurs se rendront compte que non, le couple sera attristé. En août 2008, Cane demande Lily en mariage, elle accepte, ils achètent une maison
- Un soir, avec un ami australien à l'Indigo, Cane se saoule et finit par perdre connaissance dans la voiture de Chloe Mitchell, secrètement amoureuse de lui. Enceinte depuis peu, elle lui fera alors croire à son réveil qu'ils ont couché ensemble et plus tard lui dira que l'enfant est de lui. Lily quitte Cane et lui conseille de rester avec Chloe afin qu'ils forment une famille. Chloe et Cane se marieront. On apprend alors que Chloe s'appelle en réalité Kate Tina Valentine et qu'elle est la fille d'Esther Valentine, la gouvernante de Katherine. Cane sera furieux envers Chloe de lui avoir menti mais finira par lui pardonner.
- En octobre 2008, William Abbott, le demi-frère de Cane revient à Genoa. Très rapidement les deux frères deviendront ennemis, surtout lorsque Billy commence à sortir avec Lily, ce qui rend Cane extrêmement jaloux. Lors d'une dispute entre Lily et Chloe, elle tombe d'une échelle et manque de perdre le bébé, Cane comprend alors où sont ses priorités. Au même moment William comprend qu'il est le père de l'enfant de Chloé (qu'il avait rencontrée à New York). Il décide de ne rien dire et de laisser Cane élever le bébé.
- Chloé tombe amoureuse de William. Elle apprend que William et Lily vont passer la saint Valentin au chalet Abbott, et décide d'y aller. William apprend à Lily qu'il est le père de l'enfant de Chloé ; au moment où cette dernière arrive, elle commence à avoir des contractions. Au même moment Cane arrive au chalet pour avouer son amour à Lily. Le bébé naît. Cane nomme sa fille Cordelia Katherine Valentine Ashby et décide de rester auprès de sa famille malgré son amour pour Lily. William et Lily poussent Chloe à dire la vérité à Cane. Il décide de demander la garde de Delia.

### La vérité sur Cane Ashby
- Finalement, Lily réussit à le convaincre de laisser la garde de Cordélia car elle a besoin de ses parents et eux-mêmes pourront avoir des enfants ensemble un jour. D'accord, il renonce à la garde et la demande en mariage. Elle accepte et ils se marient le 15 mai 2009.
- En juin 2009, Cane est contraint d'avouer aux Chancellor qu'il n'est pas Phillip III. Le vrai Phillip III réapparait au même moment. Quand elle le voit Katherine tombe dans les pommes. Phillip s'explique en disant qu'il a connu Cane en Australie et qu'il lui a demandé de venir à Genoa City et de se faire passer pour lui. Choquées, toute la famille Chancelor chasse Cane, Lily le quitte et retourne chez son père.
- Seul, Cane décide alors de quitter la ville.

### La maladie de Lily et la naissance des jumeaux
- Cependant, Lily lui demande de rester à Genoa avec elle car elle est enceinte de lui. Un jour, elle ressent une grosse douleur en bas du ventre. Devon l'emmène à l'hôpital et Olivia lui annonce qu'elle n'est pas enceinte, mais qu'elle a un cancer des ovaires.
- Sur les conseils d'Olivia, ils décident de conserver deux ovules au cas où ils pourraient avoir leurs propres enfants un jour.
- MacKenzie leur propose alors de porter leurs futurs enfants. Ils acceptent. Au début 2010, elle apprend qu'elle est enceinte de jumeaux.
- Le 25 juin 2010, elle accouche de faux-jumeaux, Charlie et Matilda nés avec 2 mois d'avance.
- Les médecins de l'hôpital décident d'utiliser les cellules souches pour sauver Lily. Ils lui apprennent qu'elle est en rémission.

### Cane, en danger
- Sofia Dupre, la fiancée du père biologique de Lily, Malcolm réussit à lui faire obtenir un visa de travail en lui proposant de devenir agent de liaison de Tucker Unlimited à Canberra.
- Le jour du baptême de Charlie et Matilda, Cane se fait appeler par l'Immigration car il est censé quitter le pays une fois Lily rétablie. Mais grâce à son nouveau travail, il ne risque rien. Phillip, arrivé à Genoa pour le baptême, lui annonce qu'il sera en danger s'il retourne en Australie.
- Cane s'en va tout de même en Australie pour une réunion professionnelle. Il est contraint de dire la vérité à Sofia, qui lui propose alors de la faire dans l'avion une fois arrivés en Australie. Pendant son absence, Lily, Malcolm et Neil reçoivent des steaks en provenance d'Australie avec un mot : un souvenir d'Australie. Elle pense que c'est Cane qui les a envoyés et donc ils les mangent. À son retour, Cane constate que Lily a reçu des steaks d'Australie et lui dit de les jeter en prétextant que des cas de vache folle ont été détectés là-bas. En réalité, il se doute que ses ennemis l'ont retrouvé.
- Quelques jours plus tard, il reçoit un film intitulé "Photos de famille" dans lequel Lily est surveillée par quelqu'un. Par peur que sa famille soit menacée, il en parle à J.T qui lui conseille de dire la vérité à Lily.
- Le 15 octobre 2010, les Ashby décident d'aller passer quelque temps au Lac de Genoa. Cependant, Lily tombe sur le CD et Cane est contraint de lui révéler qu'ils sont menacés, eux et les bébés. Ils décident de rentrer mais un policier les prévient de l'arrivée imminente d'une tornade. Ils restent dans la maison du lac mais Lily aperçoit un homme qui les observe. Cane va voir dehors et se fait attaquer par Blake Joseph, le messager de ses complices australiens, qui s'est fait passer pour l'officier. Pendant la tornade, ils se battent et Cane réussit à le neutraliser. Il compte le livrer à la police mais Blake le menace de révéler à Lily qu'il faisait partie des voleurs de bétails et qu'il a trahi ses complices pour échapper à la police. Il lui fait du chantage et lui demande 5 millions de dollars sinon il révèle tout. Avant de partir, il assomme Cane. Pendant ce temps, Lily a appelé J.T pour lui dire que la tornade était en train de frapper là où ils étaient et que Cane avait disparu. Après que la tornade s'est calmée, il est parti les rejoindre mais il a eu un accident de voiture et en sortant s'est fait électrocuter. Cane rejoint Lily et en rentrant vers Genoa, ils croisent la voiture de J.T et le secourent.
- En sachant qu'il ne veut pas utiliser la fortune de Katherine, ni celle de Jill pour payer Blake, Cane cherche un autre moyen. Il décide de se créer une fausse identité. Sur Internet, il sélectionne le nom de James Collier, un homme décédé, et appelle la mairie en demandant un nouvel acte de naissance.
- Cane vante les mérites de James Collier auprès de Sofia. Elle, confiante, en parle à Tucker qui souhaite le rencontrer. Le jour de l'entretien, Blake se fait passer pour James Collier sans en parler à Cane qui se retrouve désorienté. Blake/James se fait engager mais comme il ne connaît rien à son "métier", c'est Cane qui est obligé de faire son travail. Bien qu'il gagne de l'argent grâce au stratagème de Cane, Blake ne cesse de s'immiscer dans la vie de famille de Cane, ce qui l'agace au plus haut point mais il ne peut rien faire.
- En décembre 2010, Jill, sans le savoir, lui présente un Australien que connaît très bien Cane : son père Colin, chef de leur famille spécialisée dans le crime. Cane, choqué, interdit à son père de s'approcher de sa famille et de Jill. Pourtant, Colin fait tout pour gagner le cœur de Jill et ainsi se rapprocher de Lily afin d'approcher les jumeaux.
- Plus tard, il est obligé d'avouer la vérité à Sofia, après avoir rendu un rapport bâclé. En colère d'avoir été bernée, Sofia couvre néanmoins Cane devant Tucker en lui demandant de donner une autre chance à James Collier. Mais Tucker découvre très vite que le véritable James Collier est mort et donc que l'homme que lui a recommandé Cane n'est pas celui qu'il prétend être. Il appelle Sofia et alors que celle-ci essaye de lui expliquer la situation, il la vire elle et Cane. Il est alors contraint de dire à Lily qu'il faisait partie d'une famille spécialisée dans le crime organisé en Australie et que Blake a été envoyé à Genoa pour le faire chanter. Elle n'en revient pas et furieuse que Cane lui ait encore caché des choses, elle le met dehors.

### La mort de Cane
- Neil apprend très vite que Cane a été viré et pour quelle raison. Il se rend alors chez sa fille qui lui avoue avoir mis Cane dehors. Il lui propose alors de venir s'installer quelques jours chez lui avec les jumeaux afin de réfléchir sur son avenir avec Cane, tout en sachant qu'elle sera plus en sécurité chez lui. Elle accepte. Avant de partir, Cane laisse un message vidéo à ses enfants.
- Le lendemain, le 2 février 2011, Cane revient chez eux avec l'intention de lui révéler toute la vérité, notamment son lien avec Colin mais trouve la maison vide. Il décide alors de lui écrire un mot dans lequel il avoue tout. En même temps, Sofia et Malcolm arrivent chez Neil et apprennent à Lily qu'un motard a renversé Sofia, légèrement blessée, et que ce motard est probablement Blake que Sofia avait menacé. Avec ce qu'elle vient d'apprendre, Lily conclut que sa place est auprès de son mari afin de l'aider à lutter contre ces malfrats. Elle décide alors de rentrer chez elle, sans savoir que Cane est passé car celui-ci est déjà parti : en effet, il a appris par William que Jill allait épouser son père le soir même à l'église protestante de Genoa et a décidé d'empêcher le mariage en révélant toute la vérité à Jill. Plus tard, Lily apprend aussi que Jill et Colin se marient le soir-même et en déduit qu'elle trouvera sûrement Cane là-bas. Elle prend place dans l'église avec ses enfants et attend Cane pour lui dire qu'elle lui pardonne tout. Alors que la cérémonie a déjà commencé, Cane arrive sur le parvis de l'église mais Blake en sort et l'empêche de passer. Ils se disputent très rapidement et Lily, en entendant la voix de Cane, sort de l'église. Mais brusquement, Blake sort un revolver qu'il pointe sur Lily et les jumeaux. Alors Lily se baisse mais en se baissant, lâche la poussette qui dévale les escaliers ; en même temps Cane bondit sur lui pour l'empêcher de tirer et au moment où Jill et Colin vont s'embrasser après le "Vous pouvez embrasser la mariée", un coup de feu retentit. Blake et Cane s'effondrent tous deux sur les escaliers, Lily hurle et Neil, qui arrive au même moment, rattrape la poussette de justesse. Blake meurt sur le coup, Jill, Colin et leurs invités se précipitent hors de l'église et Lily se précipite auprès de Cane, agonisant. Elle lui dit qu'elle lui pardonne, qu'elle l'aime et de tenir bon mais malheureusement Cane meurt dans ses bras (épisode diffusé en France le 29 juillet 2014 sur TF1). Lily ainsi que Jill pleurent la mort de Cane, la police voudrait interroger Lily mais Neil refuse catégoriquement pour le moment. Personne ne peut aller identifier le corps, c'est pourquoi Colin propose à Jill d'y aller. Et lorsque Colin se retrouve seul à la morgue avec le corps de Cane, il fond en larmes.

### Et s'il n'était pas vraiment mort?
- Après la mort de Cane, Lily tombe sur le message vidéo de Cane et est émue aux larmes. Elle décide d'organiser elle-même les funérailles alors que tous ses proches essayent de la ménager. Lors de la cérémonie, Lily parle avec Cane ; en fait, elle sait pertinemment qu'il est mort mais lui parler et se convaincre qu'il est devant elle lui permet de faire son deuil au mieux. Plusieurs personnes le remarquent dont Kevin et Traci, venue soutenir Lily dans cette épreuve. Elle reçoit même la visite de son cousin Nate, le fils d'Olivia.
- Quelques jours plus tard, c'est l'enterrement de Cane. Lily accepte que son père vienne à condition qu'il la laisse seule devant la tombe de Cane. Alors qu'elle pleure son mari, elle se retourne et voit Cane dans le brouillard en train de la regarder. Elle court vers lui et crie son nom mais il disparaît aussitôt. Neil la rejoint dans le même moment et elle lui explique qu'elle a vu Cane, qu'elle n'a pas rêvé, qu'il était bien là. Neil la réconforte et l'emmène chez elle. Lily ne démord pas et affirme encore qu'elle a vu Cane. Neil lui explique qu'elle l'a vu parce qu'elle voulait le voir mais Lily lui dit que ce n'était pas comme lors des funérailles : elle le voyait parce qu'elle le voulait, en sachant qu'il était mort mais là, elle s'est simplement retournée et a vu un homme, et cet homme était Cane. Elle reçoit le soutien de Sofia, qui lui explique comment elle a pu surmonter la mort de son père.
- Lily continue à voir et à entendre Cane, elle se demande si elle ne deviendrait pas folle. Un soir après avoir cru que Cane était dans la maison, elle reçoit la visite de Danny. Celui-ci lui avoue alors que sa fille disparue est Lucy Abbott, la fille adoptive de William et Victoria. Elle lui confie à son tour qu'elle n'arrête pas de voir et entendre Cane. Elle lui explique qu'elle a pour commencer entendu dans le baby-phone jouer sa musique favorite mais que quand elle a été dans la chambre des jumeaux, tout était absolument calme puis qu'elle l'a vu dessiner un cœur sur la vitre givrée avant de disparaître. Danny la réconforte et l'embrasse sur la joue avant de partir. C'est alors qu'elle reçoit un message signé C. l'accusant d'oublier un peu que son mari est mort depuis peu pour se faire embrasser par un homme. Perturbée, elle file voir Danny pour lui montrer le message mais elle oublie le portable chez elle. Alors, ils retournent le chercher chez elle mais quand elle veut lui montrer le message, elle constate qu'il n'est plus dessus. Peu de temps après, en rentrant chez elle, elle aperçoit Cane dans le jardin devant l'une des fenêtres de leur maison. Mais elle se reprend tout de suite en se disant que c'est son imagination et il disparaît. Cependant, on aperçoit des traces boueuses devant la fenêtre devant laquelle il se tenait.
- Au bout d'un moment, elle décide de consulter un psychiatre, poussée par Lauren. Avec elle, elle parle librement et ose dire des choses qu'elle ne dirait pas à sa famille car ils la prendraient pour une folle. Juste après, elle se recueille sur la tombe de Cane. C'est alors qu'il lui apparaît une nouvelle fois. Cette fois-ci, elle est prête à s'enfuir mais plus il se rapproche d'elle, plus il lui semble réel. Ils se parlent mais elle reste assez perplexe puisqu'elle sait qu'il est impossible qu'il soit toujours en vie. Mais quand il lui dit de le toucher, elle constate qu'il se tient bien devant elle. Elle n'en revient pas et se demande comment s'est possible. Cane lui dit qu'il ne comprend pas lui-même ce qu'il lui arrive. Il pense que même s'il est mort, c'est leur amour qui lui permet d'être encore là. Cependant leur conversation tourne court car Cane s'enfuit quand Jill et Colin arrivent. Après cette première expérience avec son défunt mari, elle décide d'aller régulièrement au cimetière afin de passer des moments privilégiés avec lui. Un jour, elle y ramène même les jumeaux mais ne le voit pas.
- Un jour, Cane vient lui rendre visite chez eux, ce qui la surprend beaucoup. Il a l'occasion de revoir les jumeaux pour la première fois depuis sa mort. Ce qui surprend d'autant plus Lily, c'est que les jumeaux le voient aussi. Mais pendant qu'elle parle avec lui, Colin la voit par la fenêtre très agitée. Quand il entre chez elle, Cane dit à Lily de ne pas s'en faire car seuls elle et les jumeaux peuvent le voir et l'entendre mais il ne sait pas pourquoi. Et effectivement, Colin ne le voit pas, ce qui la perturbe beaucoup sur le moment. Mais une fois parti, Colin va voir Jill en lui disant qu'il pense que Lily a besoin d'aide. Il en parle ensuite à Neil, qui le prend très mal au début mais qui finalement se rend à l'évidence : la santé mentale de Lily s'est dégradée depuis la mort de Cane. À la nuit tombée, Cane rejoint Colin dans un parc. On découvre que Cane a non seulement menti à Lily, puisque son père le voit mais surtout qu'il n'est pas Cane mais Caleb, son frère jumeau diabolique. Au fil de leur discussion, on apprend que Colin a organisé la mort de Cane et qu'il utilise Caleb afin de rendre Lily folle et d'en convaincre sa famille pour pouvoir retourner en Australie avec les jumeaux et en faire des membres de sa famille du crime. Pour l'instant, il est très content puisque son plan marche parfaitement et maintenant que Cane est mort, plus personne ne peut l'empêcher d'arriver à ses fins. Caleb veut passer à l'étape supérieure mais Colin refuse et lui demande d'être patient. Quand il s'en va, Caleb appelle quelqu'un discrètement comme s'il voulait que personne ne le voit. Il est ensuite rejoint par une femme dont le visage est caché.
- Quant à Lily, elle décide d'arrêter les séances avec son thérapeute. Celle-ci appelle Neil pour l'en informer et lui dire qu'elle ne pense pas que ce soit une sage décision. Elle lui demande de faire attention à elle. Ce que dit la thérapeute à Neil le conforte dans l'idée que Lily ne va pas bien. La preuve étant que quand il lui demande comment ça se passe avec la thérapeute, elle lui ment ouvertement.
- Le lendemain, "Cane" retrouve Lily chez eux. Il se montre très proche d'elle et lui avoue qu'il veut coucher avec elle. Elle aussi qui en a très envie accepte. Mais soudain, elle préfère tout arrêter, se demandant si elle rêve ou si elle est devenue complètement folle. Alors que "Cane" tente de lui faire comprendre qu'elle ne l'est pas et qu'il faut qu'ils profitent du moment présent, Lily pète un plomb et lui demande de s'en aller et de disparaître de sa vie. Elle ne veut pas sombrer dans la folie car elle n'est plus seule maintenant, il y a les enfants. Ensuite, elle se rend à l'hôpital psychiatrique de Fairview afin de se faire interner après avoir confié Charlie & Matilda à Neil. Parallèlement "Cane" est rejoint par la même femme mystérieuse chez Lily. On voit son visage et on apprend que c'est sa mère, Geneviève. En se coupant le doigt en taillant une rose, Geneviève a un flash-back quand elle voit son sang coulé : elle revoit Caleb tiré sur Cane mais c'est Samantha qui prend la balle et meurt. À ce moment-là, Caleb et Colin sont restés impassibles alors que Cane et elle étaient bouleversés. C'est pourquoi elle tient à se venger de Colin. On apprend alors que Cane est bien en vie et que c'est Caleb qui est mort la nuit du 2 février. On voit sous forme de flashbacks de Cane et de Geneviève que ce fameux soir, Cane a reçu un message de son père avant le mariage, lui demandant de le rejoindre dans un endroit reculé pour en finir. Mais arrivé au point de rendez-vous, c'est Caleb qui est apparu. Il lui a annoncé qu'il comptait prendre sa place auprès de Lily et des jumeaux pour les emmener en Australie car c'était le plan de leur père. Alors que Cane voulait l'empoigner pour l'empêcher de partir, Caleb lui a enfoncé une seringue contenant de la drogue dans le bras et abandonné. Caleb s'est alors présenté à l'église dans laquelle son père se mariait mais il ne savait pas que Colin avait organisé la mort de Cane sur les marches, tout comme Colin ne savait pas qu'il était de retour, ce qui fait qu'il s'est fait tuer et tout le monde pensait que c'était Cane. Or, pendant ce temps, c'est Geneviève qui a retrouvé Cane, qu'il l'a informé de la mort de Caleb et qui lui a proposé de se joindre à elle pour faire tomber Colin, l'empêcher d'enlever les jumeaux et venger Samantha.
  - A l'écran, Cane meurt le 3 février 2011, tué par Blake. En réalité, les scénaristes avaient bien tué Cane et avaient viré l'acteur Daniel Goddard, mais devant la très importante mobilisation des fans américains du feuilleton, les scénaristes font machine-arrière et inventent qu’en fait c’est Caleb, le frère-jumeaux caché de Cane qui est mort. L’acteur Daniel Goddard est donc réintégré et Cane est de retour.

### Cane: le retour "d'entre les morts"
- Le 10 juin 2011, Colin est prêt à quitter la ville avec Charlie & Matilda. Il leur a même fait faire des faux passeports australiens. Il appelle Neil et le convainc de lui donner les jumeaux pour la nuit. Le soir même, il a un dîner romantique avec Jill au Gloworn. Au cours du dîner, il lui annonce qu'il doit partir pour affaires. Avant de partir, il l'embrasse passionnément, ce qui fait plaisir à Jill mais l'inquiète en même temps. Elle décide alors de le suivre. Pendant ce temps, Lily est à l'hôpital. En pensant à l'anniversaire des jumeaux qui approche, elle repense au moment où Mac a accouché et qu'elle les a vus pour la première fois quand soudain elle voit Cane qui l'observe derrière la porte de sa chambre et s'enfuit dès qu'elle l'aperçoit. Elle fait une nouvelle crise, ne comprenant pas pourquoi elle continue à le voir alors qu'elle est à l'hôpital psychiatrique. Après avoir quitté Jill, Colin va au néon Ecarlate pour récupérer les enfants. Mais Jill est également présente et en le voyant avec les jumeaux, elle pense qu'il veut lui faire une surprise. Elle continue à le suivre sans qu'il le voie. Mais au lieu de rentrer au manoir Chancellor comme il l'a dit à Neil, Colin se rend au domaine McMillan pour prendre l'hélicoptère avec "Caleb" et les jumeaux qui les ramènera en Australie. Geneviève les voit arriver et se cache dans les buissons. Quant à Jill se retrouve bloquée devant la barrière du domaine. C'est alors qu'elle entend un hélicoptère arriver et sur le point de se poser. Pendant ce temps chez les Ashby, alors qu'il cherche une feuille tombée derrière la commode, Neil découvre le mot que Cane a écrit à Lily le soir de sa mort disant qu'elle avait une sœur, Samantha, un frère jumeau, Caleb et que son père était Colin/ Neil, ainsi que Sofia et Malcolm qui sont présents sont choqués par ce qu'ils apprennent. Ils réalisent que Lily n'était pas folle et que la personne qu'elle voyait était Caleb. Ils comprennent aussi que Colin les balade depuis le début et que les jumeaux sont en danger avec lui. Neil, qu'il n'arrive pas à joindre Colin, appelle Jill et lui dit tout. Celle-ci lui dit qu'elle est devant le domaine McMillan et que Colin est à l'intérieur avec les jumeaux en train d'attendre un hélicoptère. Neil part les rejoindre. Jill réussit à pénétrer dans l'enceinte du domaine et confronte Colin. Quand elle voit "Caleb", elle fait semblant de s'évanouir afin d'entendre leur plan. Quand elle se réveille, Colin lui dit la vérité. Écœurée qu'il se soit servi d'elle, elle lui dit qu'elle ne le laissera jamais partir avec les enfants avant de s'enfuir et chercher de l'aide. Malcolm et Sofia vont à l'hôpital et disent tout à Lily. Quand elle comprend que ses enfants sont en danger, elle fonce au domaine avec Danny, Malcolm lui reste avec Sofia qui se sent mal. Neil arrive et barre la route à Colin et "Caleb" après qu'ils ont mis les enfants dans la voiture. C'est alors que "Caleb" leur avoue être Cane. Neil n'y croit pas au début mais finit par se rendre compte que c'est vrai. Mais un homme de main de Colin arrive et empoigne Cane. Celui-ci dit à Neil de s'enfuir. Soudain, Colin entend une musique qu'il connait bien. Il se rend compte que Geneviève est dans le coup et qu'elle voulait le piéger avec Cane. Il entre dans la maison, voit l'urne contenant les cendres de Samantha ainsi que l'endroit où était son corps couvert de photos. Quand il crie le nom de Geneviève sachant qu'elle est là, elle lui apparaît sur le balcon. Elle lui avoue qu'elle est là pour se venger de lui puisque c'est à cause de lui que Samantha est morte. Lily, Danny, rejoint par Neil et Jill, arrivent et voient Geneviève pousser Colin par-dessus le balcon. Celui-ci tient la rembarre et supplie Geneviève de l'aider. Mais celle-ci se réjouit de ce qu'il lui arrive et ne lève pas le petit doigt pour l'aider. C'est alors que Jill, bien que profondément blessé par ce qu'il lui a fait, monte sur le balcon et lui tient les mains pour le remonter. Geneviève, à côté d'elle, jubile et se moque d'elle. Quand elle lui annonce qu'elle est sa femme, Jill lâche Colin de surprise. À côté, Cane se bat avec l'homme de main de son père. Cane réussit à le désarmer mais une balle perdue part et pète le moteur de la voiture. De l'essence coule et se rapproche d'une cigarette allumée qu'a jeté Colin quand il est arrivé au domaine. Finalement, Cane la jette dans les buissons et réussit à sauver ses enfants avant l'explosion. Quand ils entendent l'explosion, Lily, Danny et Neil vont vers la voiture. Croyant qu'elle a affaire à Caleb, Lily lui ordonne de lui donner ses enfants. Cane lui dit que c'est bien lui et que c'est Caleb qui est mort, mais elle ne le croit pas tout comme Danny mais finalement, il réussit à la convaincre que c'est lui en lui parlant de choses qu'ils ont vécues ensemble. Cependant, elle refuse qu'il l'approche et qu'il approche les enfants parce qu'il lui a fait vivre un enfer et elle ne voit pas comment elle lui pardonnera ça. Colin est transporté à l'hôpital et est arrêté sur son lit d'hôpital. Le soir même, Lily et lui se croisent au parc. Elle ne comprend pas comment il a pu leur faire ça à elle et les enfants. Mais ils sont interrompus par Geneviève. Lily l'envoie sur les roses avant de partir elle-même.
- Le lendemain, Cane et Geneviève vont voir Colin. Ils le narguent et ont hâte qu'il aille en prison. Katherine apprend ce qu'il s'est passé par Malcolm et Sofia. Elle appelle Jill plusieurs fois mais celle-ci ne répond pas, refusant de se faire sermonner une nouvelle fois. Mais quelques jours plus tard, Katherine parvient à attraper Jill qu'elle voit au Gloworn. Elle ne fait pas la leçon à Jill, au grand étonnement de celle-ci mais la soutient et la conseille pour ne pas refaire les mêmes erreurs avec les hommes. Quelques minutes après, Geneviève entre au Gloworn et se dirige vers Lily et Neil, également là, pour fêter l'emprisonnement de Colin. Mais celle-ci refuse de lui parler. Le ton monte et Neil et Jill interviennent. Geneviève décide de fêter cette "bonne nouvelle" toute seule quand soudain, Colin surgit derrière elle. Tout le monde est surpris. Il leur annonce qu'il n'a pas été condamné car il dispose de l'immunité politique. Cane arrive derrière lui et confirme ses dires en disant qu'il a assisté au procès de son père. Il leur dit aussi qu'il compte rester ici uniquement pour Jill. Celle-ci lui dit qu'elle ne veut plus rien avoir à faire avec lui. Peu après, elle reçoit l'annulation de son mariage avec lui.

### Lily, Cane et Danny: le nouveau triangle amoureux
- Après sa séparation avec Cane, Lily et Danny se rapprochent. Pour elle, c'est un véritable ami et soutien moral. Alors ils sortent souvent ensemble, au début amicalement. Mais un jour, après avoir fait un footing ensemble, Danny, qui secrètement retombe amoureux d'elle, l'invite à boire un verre. Elle accepte et ils se rendent au Jimmy's. Là-bas, ils se montrent très complices et c'est alors que Danny l'embrasse. Mais au même moment, Cane sort du bureau du propriétaire du Jimmy's dans lequel il a décidé de postuler en tant que barman et les surprend sans qu'ils le voient. Il est blessé mais ne le montre pas et se contente de passer son chemin.
- Quelques jours plus tard, les Winters organisent une surprise à Lily pour son anniversaire. Danny est dans le coup. Cane n'est bien sûr pas invité mais il laisse malgré tout un cadeau pour Lily devant la porte de chez eux. En arrivant devant la porte, Danny le voit, lit la carte et constate que c'est un cadeau de la part de Cane. Alors, il déchire la carte et décide de le donner à Lily comme si c'était le sien. Mais en ouvrant le cadeau, qui se trouve être un parfum chic d'une boutique parisienne, Lily comprend tout de suite qui est la véritable personne se cachant derrière ce cadeau. Elle le dira d'ailleurs après la fête à Danny. Parallèlement, lorsque William perd la garde de Cordélia, il retombe dans ses travers et recommence à boire. Un soir, il se rend au Jimmy's pour boire mais Cane réussit à l'en dissuader en insistant pour qu'il le fasse, de manière qu'il se remette en question. De plus, Jill lui pardonne et ils finissent par retrouver leur complicité d'antan.
- Le 17 août 2011, c'est l'anniversaire de Danny. Eden, Kevin, Lily & Danny se retrouvent au Jimmy's pour l'occasion. Au bout d'un moment, la nounou des jumeaux appelle Lily pour qu'elle puisse lui donner le doudou de l'un des deux enfants au parc. Pendant ce temps, Cane passe par là et voit la nounou avec Charlie & Mattie. Il s'approche d'eux et commence à jouer avec eux. Quand Lily arrive avec le doudou et voit cane avec leurs enfants, elle s'énerve sur lui. Il comprend qu'elle soit furieuse puisqu'elle lui avait interdit d'approcher les enfants mais il n'accepte pas qu'elle l'éloigne des enfants et voudrait trouver un compromis. Mais Lily ne démord pas et refuse. Aussi, elle lui demande de signer les papiers du divorce. Lorsqu'elle retourne au Jimmy's, elle dit à Danny qu'elle a une surprise pour lui. Elle l'emmène à l'Athlétic Club dans une chambre pour faire l'amour mais alors qu'ils sont partis pour, elle n'arrête pas de penser à Cane et préfère tout arrêter, au grand dam de Danny qui cache sa frustration. Cependant, le lendemain, elle va chez lui pour s'excuser et ils finissent au lit.
- Le 31 août 2011, Cane signe les papiers du divorce, ce qui le rend officiel, et en informe Lily. De plus, il lui annonce qu'il rentre en Australie dès aujourd'hui. Lily en parle ensuite avec Danny & Sofia. Celle-ci lui conseille de ne pas laisser partir Cane loin de leurs enfants car ils ont besoin de lui. Lily fonce à l'aéroport avec Charlie & Mattie avant qu'il n'embarque et le convainc de rester à Genoa. Le lendemain, Danny se rend chez elle et a la mauvaise surprise d'y voir Cane. Il dit à Lily qu'il ne comprend ce qu'elle fait. Après tout le mal qu'il lui a fait, elle le laisse revenir dans sa vie. Lily s'énerve, elle lui dit qu'il est uniquement là pour les jumeaux. Danny s'en va et craignant que Cane essaie de se rapprocher de Lily, il en parle à Neil. Neil confronte Lily à propos de Cane peu après. Elle lui dit qu'elle sait ce qu'elle fait et qu'elle ne retombera pas dans les bras de Cane. Elle comprend aussi que Danny lui a tout dit alors après avoir discuté avec son père, elle va voir Danny et rompt avec lui. Cependant, Danny n'a pas si tort car Cane espère secrètement reconquérir Lily.

### Cane contre Colin: la réconciliation avec Lily
- Bien que son père n'ait pas été mis en prison pour la tentative d'enlèvement de ses enfants, Cane espère toujours réussir à le faire arrêter pour de bon. En septembre, Jill s'arrange pour que Geneviève aille en voyage d'affaires à sa place pendant un mois. Pour se venger, celle-ci appelle Colin, lui demande de la rejoindre chez elle et le piège en l'enfermant dans sa cave à vins. Pendant ce temps, Jill attend Colin pour une soirée romantique. Elle apprend le lendemain qu'il est parti avec Geneviève en voyant deux billets d'avion à leurs noms. Or, c'est ce qu'elle a essayé de lui faire croire. Colin, qui n'a pas son portable pour pouvoir appeler de l'aide, réussit à déclencher l'alarme de la maison. La compagnie qui gère l'alarme de la maison, appelle Gloria afin qu'elle aille couper l'alarme. Arrivée au manoir, elle trouve Colin dans la cave, y entre et laisse la porte se fermer derrière elle, ce qui fait qu'ils sont tous deux bloqués dans la cave. Jill discute de la trahison de Colin avec Lauren. Elle découvre que Colin n'a pas embarqué dans l'avion contrairement à Geneviève et le dit à Jill. Elle ne comprend pas et commence à s'inquiéter. Mais Cane a une idée de l'endroit où il est après que Jill a reçu une bouteille de leur cave de la part de sa mère. Ils foncent au manoir et libèrent Colin et Gloria. Après le départ de Jill, Colin et Gloria, Cane découvre un coffre-fort caché dans la cave. Il en parle à Ronan mais celui-ci lui dit qu'il ne peut rien faire tant qu'il ne saura pas ce que contient ce coffre. Alors, Cane tout seul, décide de le faire sauter et y trouve les livrets de compte de son père. Il les donne à Ronan. Lorsque Geneviève revient, Colin la confronte à propos de ses livrets de compte car lui aussi a pu ouvrir le coffre-fort pendant qu'il était enfermé dans la cave. Il l'accuse d'avoir utilisé ses comptes et Geneviève avoue en jubilant. Quand il lui demande de lui rendre ses papiers, elle lui dit qu'elle ne les a plus car Cane les a pris. Plus tard a lieu une confrontation entre le père et le fils et Cane fait comprendre à son père qu'il ne s'en tirera pas cette fois.
- Le 5 octobre 2011 (épisode diffusé en France fin février 2015 sur TF1), en allant voir Katherine, à l'hôpital, qui a fait un AVC, Cane voit William dans l'ascenseur, déguisé en médecin, juste avant que les portes ne se referment. Il le suit jusqu'à son mobil-home pour le confronter. Il lui demande pourquoi il ne dit pas à sa famille qu'il est de retour, pourquoi il se cache. William lui raconte qu'il est revenu à Genoa après avoir appris que Cordelia avait besoin d'une greffe de moelle osseuse grâce à Victor. Quand Cane mentionne que grâce à Kevin, Cordélia va guérir, William lui répond de manière sarcastique. Il comprend alors qu'il est le véritable donneur et que Victor a fait en sorte que tout le monde croit qu'il s'agit de Kevin.
- Après que Jill et Cane les ont libéré de la cave, Gloria avoue à Colin qu'elle l'a vu fouiller dans son coffre-fort alors qu'il pensait qu'elle était endormie. À la suite de cela, Colin décide de les faire tuer Geneviève et elle pour se protéger. En mettant son téléphone sur écoute, Cane et Ronan apprennent le plan de Colin. Lily remarque que Cane lui ment ces derniers temps et qu'il lui cache quelque chose alors elle finit par le confronter. Mais Cane lui dit qu'il ne peut vraiment rien lui dire alors elle lui interdit de voir les jumeaux. Le 20 octobre, date à laquelle Colin met son plan en marche, Cane et Ronan se cachent dans une voiture banalisée à côté de la maison de Geneviève puisque Colin a décidé de les éliminer dans la maison. Pour ce faire, il a appelé Gloria en se faisant passer pour l'assistant de Geneviève et en prétextant qu'elle voulait lui vendre sa maison. Mais avant d'y aller, Gloria découvre que Jeffrey a vidé leurs comptes en banque. Par conséquent, elle ne peut plus acheter la maison et donc ne se rend pas au rendez-vous. Quant à Geneviève, elle n'est pas chez elle car elle est partie fêter la vente de Jabot à Jack avec celui-ci. Cependant, Lily, qui a téléphoné Geneviève plus tôt pour passer chez elle, arrive et entre dans la maison, en pensant qu'il y a quelqu'un, quand elle voit que la porte d'entrée est entre-ouverte. Quand il la voit rentrer, Cane court dans la maison et la retrouve dans la cuisine. Lily est étonnée de le voir là et pense qu'il l'a suivi mais Cane lui dit qu'ils n'ont pas le temps de parler et qu'ils doivent absolument partir. Lily refuse mais soudain ils sentent une odeur de gaz et une explosion retentit. Cane réussit à sauver Lily juste à temps en la portant mais Myrna Murdock, la gouvernante de Geneviève est gravement blessée. La police et les secours arrivent après et Cane explique tout à Lily. Elle apprend même que Chance était dans le coup depuis le début. Geneviève arrive tardivement chez elle et ne peut que constater les dégâts. Elle accompagne Myrna et les secouristes à l'hôpital. C'est alors qu'il lui avoue, mais aussi à Gloria et Jack que c'est Colin qui a essayé de la tuer elle et Gloria dans le manoir. Geneviève n'en revient pas, elle est même blessée par ce qu'il a essayé de faire. Quant à Colin, il est arrêté pour tentative de meurtre et trafic de drogue au Moyen-Orient et extradé en Australie car son immunité diplomatique s'est avérée être fausse. Le soir venu, Cane rend visite à Lily. Celle-ci lui dit qu'elle lui pardonne tout et que rien ne pourra plus les séparer avant de l'embrasser. Ils finissent la soirée ensemble.

### Cane, l'émissaire de William
- Après la greffe de moelle osseuse de Delia, Victor force William à quitter Genoa mais il refuse. Alors Victor le menace de dire à sa famille ainsi qu'à Victoria ce qu'il a fait en Birmanie. À contrecœur, William le suit à l'aéroport mais réalise une échappée belle sans qu'il s'en aperçoive. En effet, il ne prend pas l'avion et s'installe dans un hôtel de Genoa pour faire croire à Victor qu'il est bien parti. Il met Cane dans la confidence et lui explique comment il a pu se retrouver dans cette situation. Il lui explique entre autres qu'il a été accusé de trafic de drogue mais qu'une fille du nom de Chelsea Lawson pourrait l'innocenter. Il lui demande d'aller la chercher pour que son nom puisse être lavé dans cette histoire et ainsi revenir et rester librement à Genoa. Réticent, au début, Cane finit tout de même par accepter. Quand il annonce à Lily qu'il s'en va et qu'il ne peut pas lui dire pourquoi, il lui demande de lui faire confiance, ce que Lily accepte de faire tout en craignant pour sa sécurité. Aidé par Ronan, il contacte les autorités birmanes pour avoir des renseignements sur elle ou même sur William mais il n'en tire aucune information. William vient donc à la conclusion que Victor a payé les autorités du pays pour qu'elles ne parlent ni de lui ni de Chelsea. Alors, Cane décide d'aller sur place. Avant son départ, William lui dit qu'il lui enverra une photo de Chelsea dès qu'il réussira à en trouver sur l'ordinateur de Victor. Pour ce faire, il demande à Kevin de pirater l'ordinateur de Victor et ils finissent par en trouver une puis l'envoient à Cane. Pendant ce temps en Birmanie, Cane se rend dans le bar d'une plage touristique que lui a indiqué William. Il rencontre la serveuse, américaine, et lui demande si elle ne connaît pas Chelsea Lawson. La serveuse lui affirme que non étant donné tous les passages de touristes étrangers dans ce bar. Seulement quelques minutes plus tard, Cane reçoit la photo de Chelsea sur son portable et se rend compte qu'il s'agit de la serveuse. Mais celle-ci s'est déjà enfuie avec tout l'argent de la caisse.
- Victoria commence alors à penser que William a des problèmes et qu'il ne peut pas les contacter parce qu'il serait revenu s'il avait su que sa fille était malade. Elle décide donc de partir à sa recherche en Birmanie avec Jill en secret. Arrivées sur place, elles se rendent à l'ambassade des États-Unis et apprennent qu'il était en prison pour trafic de drogue et qu'il a mystérieusement disparu du jour au lendemain. Parallèlement, Cane finit par être chassé du bar dans lequel il a vu Chelsea par des hommes qui lui disent qu'il pose trop de questions. Peu après, Jill & Victoria arrivent dans ce bar et commencent elles aussi à poser des questions. Un homme s'approche d'elle en leur disant qu'il sait où est William et leur donne rdv derrière le bar pour partir à sa rencontre. Cane, caché près du bar, les voit de loin et les sauve ensuite quand l'homme, qui voulait les piéger avec de la drogue de la manière que l'a été William tente de les enlever. Cane leur explique qu'il les a suivis parce que la Birmanie est un pays très dangereux et donc qu'il faut qu'ils rentrent maintenant. Ils prennent l'avion mais alors qu'ils font escale à New-York, Victoria préfère rester seule sur place et les pousse à rentrer à Genoa. Dans l'avion pour Genoa, Cane révèle à Jill que William est en vie et en bonne santé pour la rassurer. Quant à William & Victoria, ils se retrouvent dans le bar de l'aéroport. Cane revient à temps pour passer Thanksgiving en famille chez Neil. À cette occasion, Neil & Sofia leur annoncent leur fiançailles.

### Les relations difficiles avec Geneviève
- Le 13 décembre marque l'anniversaire de Samantha. Ce jour-là, Geneviève est triste. Il décide alors de lui amener les jumeaux afin qu'elle puisse passer du temps avec eux. Il découvre à sa grande surprise que sa mère a gardé des photos & souvenirs de lui, ce qui les rapproche et finit par les réconcilier. Deux jours plus tard, Neil & Sofia se marient devant Lily et lui. Peu après, Chelsea apparaît à Genoa en prétendant qu'elle est enceinte de William, ce qui s'avérera être vrai. William et Victoria l'accueillent chez eux avec une idée en tête qu'ils exposent à Cane et Lily : faire en sorte qu'elle renonce à ses droits parentaux pour qu'ils puissent adopter le bébé.
- Geneviève apprend ensuite à Cane qu'elle va se marier avec Jack. Cette annonce le laisse perplexe mais il lui donne sa bénédiction finalement. Cependant, on découvre qu'elle essaye secrètement de racheter Beauté de la Nature alors que Jack convoite lui aussi cette entreprise. Finalement, la filiale est vendue au plus offrant, en l'occurrence, NMJ, la société écran de Geneviève. Cane le découvre le soir du mariage de sa mère avec Jack et la confronte. Il lui dit qu'il ne viendra pas au mariage et qu'il n'est plus son fils. Geneviève prend alors conscience qu'elle a littéralement trahi Jack en achetant Beauté de la Nature dans son dos. Honteuse de ce qu'elle lui a fait, elle décide de ne pas se marier et de quitter la ville le soir-même. Une succession d'évènements conduisent à ce que Patty Williams, habillée en mariée, avance vers l'autel et tire sur Jack après qu'il a levé son voile. Il survit mais demeure paralysé. Les rapports entre Cane et Geneviève redeviennent conflictuels. Le soutien que Lily lui apporte lui remonte le moral. C'est alors qu'il la redemande en mariage et qu'elle accepte. Ils réunissent leur famille & amis sauf Geneviève dans le parc pour leur annoncer la bonne nouvelle et planifient de se marier le jour de la Saint-Valentin. La veille du mariage, Katherine leur fait la surprise d'organiser la cérémonie dans la villa d'un de ses amis en Provence et invitent tous les convives à utiliser son jet privé pour y aller. Avant la cérémonie, Cane chuchote à Jill qu'elle est la seule mère qu'il ait jamais aimée. Mais pendant la cérémonie, Jill s'aperçoit de loin Geneviève, les larmes aux yeux.
- À leur retour, Jill demande à Ashley d'engager Cane à la place de Geneviève en tant que directeur du marketing. Cane accepte et les aide à obtenir le contrat d'exclusivité avec la plus influente chaîne de cosmétiques au Japon, Mitsokushi. Cependant, Jabot n'est pas la seule à vouloir ce contrat : Geneviève avec Beauté de la Nature et Victor sont aussi sur le coup. Cane & Jill parviennent à trouver un contact japonais au sein de Mitsokushi mais Jack découvre que c'est en réalité un agent du FBI spécialisé dans la corruption dans les partenariats entre entreprises. Cane annule donc son rendez-vous avec lui et sauve la mise à sa mère qui en rendez-vous avec lui, s'apprêtait à lui verser un pot-de-vin. Donc, finalement, Newman obtient le contrat. Geneviève est au départ furieuse contre Cane, l'accusant d'avoir ruiné son rendez-vous pour se venger d'elle mais quand elle découvre par elle-même que le contact japonais est vraiment un agent du FBI, elle le remercie.
- Après maintes péripéties, Beauté de la Nature revient à Newman Entreprises. Cependant, avant que Geneviève ne revende la filiale à Victor, Jack lui intente un procès car il lui avait montré la somme qu'il comptait proposer à Newman pour racheter la filiale et elle a donc pu surenchérir pour l'acheter. Ce procès pousse la commission des marchés financiers à investiguer sur la vente de Beauté de la Nature et notamment sur la manière dont Geneviève a pu la racheter. Cane la soupçonne d'avoir utilisé l'argent sale de Colin.

### Remariage avec Lily
Plus tard, le 3 février 2012, Cane redemande Lily en mariage. Elle accepte avec plaisir. Ils l'annoncent à tout le monde qui sont très contents de nouveau pour eux, et ils décident de tout préparer pour l'évènement. Ce n'est que le 14 février que la cérémonie commence devant parents et amis. Cette fois, c'est pour de bon.

### Hilary Curtis, un danger pour la famille Winters-Ashby
En juin 2013, Cane embauche Hilary Curtis chez Chancellor Industries. Au même moment, la famille Winters en particulier Neil, reçoivent des messages des menaces sur GCBUZZ, le site sur l'actu de Genoa-City. Cane invite même Hilary à l'anniversaire des jumeaux. En juillet 2013, on apprend qu'Hilary s'appelle en réalité Anne Turner et qu'elle a changé de nom. La famille Winters commencent à douter d'Hilary, notamment Lily, assez méfiante. Pour la piéger, les Winters vont faire avouer à Hilary un tas de choses pour savoir si c'est elle qui les torture depuis des mois. Mais Hilary embrasse Cane, il avoue tout directement à Lily, choqué mais le pardonne ensuite. Puis Cane et Lily montent un stratagème. Cane doit faire semblant de séduire Hilary et enregistrer ce qu'elle dit. Hilary le drogue, Cane fait semblant d'avoir été touché par l'effet mais ne ressent rien. Puis Hilary publie un nouvel article sur GCBUZZ en mettant Cane sur le lit et Hilary en train de fermer les rideaux pour faire croire qu'ils ont couché ensemble. Cane avoue que c'est un montage et qu'il a suivi leur plan à la lettre. Après ça, la famille Winters apprend bien que c'est Hilary le responsable de ces menaces et Hilary explique à Neil pourquoi elle a fait ça.

### Le retour de Colin
En février 2014, Colin revient. Tout le monde est choqué lorsqu'il revient marié avec Jill. Cane et Lily se méfient de lui.

### Le mariage d'Hilary et Neil
Quelques mois plus tard, en avril 2014, Hilary et Neil se mettent secrètement en couple puis se fiancent très vite. Le 24 juin 2014, Hilary et Neil se marient au Parc Chancellor. Mais en juillet 2014, Cane surprend Hilary et Devon en train de faire l'amour, il part sans dire un mot. Neil a trouvé une maison pour y habiter avec Hilary mais le 8 août 2014 (épisode diffusé en juin 2017 sur TF1), en voulant réparer l'électricité, Neil se fait électrocuter et devient aveugle. Hilary, voulant quitter Neil pour Devon, reste finalement avec Neil après avoir appris sa cécité. Neil, étant devenu aveugle, refusa de l'être. Son petit frère, Malcolm, vient lui rendre visite le 10 et 11 septembre 2014 (épisodes diffusés le 17 et 18 juillet 2017 sur TF1). En voyant Hilary, Malcolm constate que Hilary est trop jeune pour Neil et qu'elle pourrait avoir une alchimie avec Devon. Le 17 septembre 2014 (épisode diffusé le 25 juillet 2017 sur TF1), Hilary et Devon couchent ensemble. Fin septembre, Devon propose à Hilary de quitter Genoa quelque temps, elle accepte et Devon la rejoint à New-York.

### Cane, responsable du secret d'Hilary et Devon
Le 15 octobre 2014, Neil va voir sa femme à New-York. En même temps, Hilary et Devon font l'amour. Hilary les ouvre. Neil ne voit pas Hilary mais Cane si. Devon vient et avoue a Cane qu'il a une relation avec Hilary. Cane veut le dire à Lily mais Devon lui supplie de garder le secret. Il accepte à contrecœur. Cane et Devon rentrent à Genoa mais ce dernier a oublié son téléphone à New-York. Hilary essaye d'appeler Devon mais voit que son téléphone est avec elle. Neil demande c'est qui, Hilary répond que c'est son téléphone. Après une nuit passée en couple, ils rentrent à Genoa. Hilary et Devon vont dans une suite au Club faire l'amour mais Colin les surprend. Il commence à leur faire des devinettes pour creuser au fond et au moment où Devon et Hilary se rendent compte qu'il est au courant de leur relation, Colin commence à leur faire du chantage. Bien que Cane ait envie de dire à Lily et Neil son secret, il finit par le garder et met Devon en garde à chaque fois, il avertit Devon que ça pourrait lui coûter sa famille et Cane son mariage avec Lily. En décembre 2014, Gwen, une assistante d'Hilary, débarque à Genoa pour faire croire à tout le monde que Gwen est la copine de Devon. La première rencontre se passe bien, mais Lily et Neil ont des doutes sur leur couple. Même Cane demande à Devon s'il a réellement oublié Hilary et tourné la page avec Gwen. Devon lui répond que oui. Mais Gwen, censée faire semblant de sortir avec Devon, commence à ressentir des sentiments pour Devon et l'embrasse un jour à l'Underground devant Neil et Hilary. Devon et Gwen commencent à se rapprocher, malgré le fait que Devon soit secrètement en couple avec Hilary. Un jour, celle-ci les surprend en train de se rapprocher et brise accidentellement son verre, elle dit ensuite à Neil et Lily avoir eu un mauvais réflexe. Hilary, jalouse de leur rapprochement, vient confronter Devon. Il lui assure être amoureux d'elle. Le soir du Nouvel An, Hilary le passe avec Neil et Devon avec Gwen. En janvier 2015, Hilary part à Saint-Barth avec Devon et Lily. Cane, ayant toujours des doutes sur la relation de Devon et Gwen, apprend que celui-ci est toujours avec Hilary et que sa relation avec Gwen était faux. Fin janvier 2015, Cane, mais aussi Jill, sont toujours déterminés à récupérer Newman-Chancellor Industries de Victor. Victor dit à Jill qu'il lui donnera l'entreprise à une condition, qu'il ait de l'argent liquide avant 12h. En même temps, Colin fait toujours du chantage à Hilary et Devon. Il les soutire grâce à Devon 1 million de dollars et le donne à Jill qui le donne à Victor. Newman-Chancellor est à présent aux mains de Cane et Jill. Mais Cane, toujours bloqué par le secret, veut le dire a Lily mais n'y arrive toujours pas. Il donne même les rênes de Chancellor Industries à Jill, ce que Lily ne comprend pas. Le soir de la Saint-Valentin (diffusé fin décembre 2017 sur TF1), Cane et Jill, accompagnés de Lily, Devon, Neil, Colin et Hilary, vont à Chicago pour une réunion d'affaires. Mais Neil leur annonce la fin de sa cécité et la relation secrète d'Hilary et Devon. Il dévoile également que pendant sa cécité, certaines personnes étaient au courant du secret d'Hilary et Devon, Cane mais aussi Colin, qui tente d'être innocent dans cette histoire. Lily en veut à Cane et refuse de lui pardonner. Après Neil dévoile qu'il a une mallette avec la vie des Winters. Mais il ne le dévoile pas tout de suite. Puis le jet s'agite et vient ensuite le crash d'avion. Cane perd Lily de vue et Hilary est paralysé. Il retrouve ensuite Lily mais elle l'en veut toujours pour ses mensonges et sa trahison. Au retour à Genoa, Cane et Lily se disputent avant que Cane s'en aille à l'Athletic Club. Pendant ce temps, Jill s'explique avec Lily à propos des raisons pour lesquelles Cane a protégé le secret d'Hilary et Devon. Lily doute à lui pardonner. Cane croise Gabriel/Adam (sans savoir que c'est Adam en réalité) et se dispute avec lui à propos des suites réservées à l'Athletic Club. Quelques jours plus tard, il se réconcilie avec Lily. Il voit plus tard Hilary et Devon. Après que Devon soit parti, Cane va voir Hilary et lui dit qu'il comprend son petit-jeu, elle est toujours amoureuse de Devon. Mais Hilary assure que c'est fini entre eux. Lily intervient ensuite et insinue qu'Hilary veut piéger Cane tout comme elle l'a fait avec Devon et Neil.

### Le rapprochement avec Lauren et Lily trompe Cane avec Joe
Mi 2015, Cane se rapproche de plus en plus de Lauren à propos de ses problèmes de couples avec Michael. Le 5 juin 2015, Cane et Lauren s'embrassent devant le Parc Chancellor. Mais les deux se rendent très vite compte de leur erreur et préfèrent juste rester amis. Mais Lily apprend très vite ce que Cane a fait et pour se venger, elle couche avec Joe le 22 juin 2015. (épisodes prévus vers avril 2018 sur TF1)

### Cane trompe Lily avec Juliet et sabotage pour se débarrasser de William
- En mars 2017 (diffusé en janvier 2020 sur TF1), Cane se rend à Tokyo avec Juliet Helton, la consultante de Pêche d'Enfer afin de négocier un contrat pour la ligne de parfum pour hommes de la marque dans le marché asiatique. Monsieur Sato, l'homme d'affaires, est le négociant. Mais lorsqu'il accepte la suggestion de Cane, ce dernier le serre dans ses bras et rompt alors le contrat sans le savoir directement, transgressant la coutume au Japon (serrer M.Sato était un signe de manque de respect). Juliet tente de rattraper le coup en le rappelant. Cane s'excuse pour son acte et M.Sato accepte ses excuses. Il fait ensuite la fête avec Juliet, mais il boit beaucoup et devient ivre. Cane finit par tromper Lily avec Juliet mais il l'ignore le lendemain. Il finit malgré tout par trouver une nuisette à Juliet dans sa valise. Sans se poser plus de questions, il lâche l'affaire. En rentrant à Genoa City, il suggère à Victoria d'engager Juliet en tant que responsable des affaires commerciales, mais Victoria refuse, du fait du manque d'expérience de Juliet dans ce domaine. Alors que Cane va lui annoncer que sa candidature n'a pas été retenue, Juliet lui dévoile que Cane et elle ont couché ensemble à Tokyo. Cane, qui était ivre lors de cette soirée, ne s'en souvient pas et commence à panique à l'idée que Lily soit mise au courant. Lorsque Victoria trouve un job à Juliet chez Pêche d'Enfer, basée à Genoa City, Cane devient réticent à ce qu'elle soit engagée.

- Cane, jaloux de la relation privilégiée qu'a William avec Victoria et ne supportant pas que William se soit attiré les faveurs de son ex-femme, cherche un moyen de le faire tomber. Lors d'un dîner avec toute l'équipe de Pêche d'Enfer, il découvre que William s'est remis secrètement avec Phyllis. Le lendemain, il échafaude un plan pour faire virer William en utilisant Victoria. Cette dernière découvre William et Phyllis dans l'ascenseur en train de s'embrasser mais le plan de Cane montre un résultat neutre puisque ça ne change rien sur le sort de William chez Pêche d'Enfer. Voyant que cela n'a rien changé, Cane fait équipe avec Jack et ensemble, ils orchestrent un plan pour faire tomber William.

- Lors du voyage d'affaires de toute l'équipe de Pêche d'Enfer à Los Angeles pour une négociation avec la ligue de hockey, Cane décide de mettre en place sa machination. Il engage alors Jessie, le caméraman, qui est chargé de filmer le making-of du tournage. Seulement, Cane le paye pour nuire à l'image de William. En effet, il supprime toutes les scènes excepté celle ou William fait semblant de parier avec des joueurs de hockey, désirant le renvoi de son rival. Cette scène est diffusée en direct lors d'une interview qu'Hilary accorde à Lily. Cette scène a eu des retombées, puisque la Ligue était mécontente du manque de professionnalisme des joueurs et pareillement pour Victoria avec William. Sous les conseils de Cane, Victoria part à Toronto sauver leur contrat avec la Ligue. Elle réussit finalement à sauver le contrat mais sous la décision de la Ligue de hockey, elle doit licencier un des membres chargés du reportage (William, Cane ou Juliet). Espérant enfin le renvoi de William, les conséquences se retournent finalement sur Juliet, jugée coupable par Victoria qui la renvoie à contrecœur.

- Par la même occasion, juste avant le renvoi de Juliet, cette dernière et Cane ont une discussion à propos de leur nuit arrosée survenu deux mois plus tôt. Hilary, venu pour essayer d'arranger les choses en proposant une interview avec William sous les conseils de Mariah, surprend Cane et Juliet en pleine discussion. Elle apprend que Cane a trompé Lily avec Juliet et décide de donner rendez-vous à Juliet au plateau de G-Buzz en privé. Hilary déclare être au courant du secret de Juliet et lui pousse à avouer son acte, en l'enregistrant à son insu. Elle décide de mettre l'interview cachée dans une clé USB et surprend Devon et Mariah qui ont pour mission de donner la clé USB avec l'interview de Lily avec Hilary, cette dernière se propose d'aller en personne lui déposer, en échangeant les clés USB. Seulement quand Cane apprend par Juliet qu'Hilary est au courant de leur mésaventure, que la clé USB que Lily contient est celle d'Hilary et que la Ligue refuse de recevoir l'interview de Lily, Cane se propose de la détruire, laissant Lily dans l'ignorance de ce que contient la clé USB.

### Cane touche le fond
- Hilary ayant appris le secret de Cane et Juliet et afin de pouvoir enfin se venger de Lily, encourage Juliet à les attaquer en justice, en disant que Cane l'a agressé sexuellement, ce qu'elle accepte puisqu'elle s'est fait virer sans qu'elle comprenne réellement pourquoi. Quelques jours plus tard, Pêche d'Enfer reçoit une citation à comparaitre, par Juliet qui accuse Cane de harcèlement sexuel et souhaiterait que l'entreprise lui verse une indemnité, ce que Victoria refuse car elle veut classer la plainte sans céder à quelconque demande d'argent de Juliet. Finalement, vu qu'aucun accord ait été trouvé entre les deux parties, l'affaire part en instance judiciaire. Victoria fait appel à Michael pour les représenter. Afin de se préparer au procès, ils questionnent Cane sur ce qu'il s'est passé à Tokyo. Cane dit avoir passé la soirée avec Juliet mais nie avoir eu une relation sexuelle avec elle. Victoria et Lily, qui le croient innocent, continuent à le soutenir. Par ailleurs, pour la défense de Juliet, Hilary recommande Leslie Michaelson (devenu Shelby à la suite de son mariage). Juliet, qui tient réellement à avoir de l'argent, demande à Hilary d'être son témoin de moralité au procès. Hilary décline sa demande, après s'être disputé avec Jordan. En revanche, elle dévoile à Leslie que le contrat avec le marché asiatique qui a pu être signé à Tokyo était grâce à elle et non à Cane, qui a commis une offense au protocole japonais, rattrapé de justesse par Juliet. Ses actes non démentis par le principal intéressé seront perçus comme une trahison à l'égard de Victoria en sa personne.

- En apprenant que Juliet à l'intention de s'attaquer à Pêche d'Enfer, Cane va la voir dans sa chambre à l'Athletic Club pour lui suggérer d'annuler sa plainte. Juliet, réticente au début, finit par l'accepter mais Leslie et Hilary refusent d'arrêter en cours et persuadent Juliet que ce n'est que le début. Elle revient sur sa décision et finit par choisir de continuer sa poursuite. Finalement, vu qu'aucun accord à l'amiable a eu lieu, l'affaire est jugée dans une cour d'audiences où Cane, Victoria, Juliet et Lily sont questionnées par Michael et Leslie sur cette affaire. Mais le mensonge de Cane le trahit au moment où Leslie dévoile par surprise la vidéo-surveillance de l'hôtel datée de la nuit du 13 mars 2017 où l'on voit Cane et Juliet rentrer dans la même chambre, mais rien ne prouve une quelconque agression sexuelle ou même une relation. Lily, dévastée, quitte la salle d'audience avant la fin, Cane tente de la rattraper, mais Lily ne veut rien savoir. Elle finit par croire Cane à propos de la nuit à Tokyo et de le soutenir. Ce n'est qu'en fin juin 2017 (diffusé en mai 2020 sur TF1), après une dispute entre Lily et Juliet au Club et que cette dernière est emmenée à l'hôpital, qu'elle apprend à Cane et Lily qu'elle est enceinte et que Cane pourrait être le père de son enfant puisque les dates collent avec la relation à Tokyo (13 semaines). Lily, une nouvelle fois dévastée, refuse de parler à Cane. Voyant que son mensonge la trahit une nouvelle fois et qu'il est coincé, Cane décide d'avouer la vérité à Victoria sur ce qu'il s'est passé à Tokyo. Victoria n'a plus d'autre choix que de verser une indemnité à Juliet. Elle décide par ailleurs de virer Cane pour tous ses mensonges et ses trahisons.
- Après avoir été licencié de Pêche d'Enfer, Cane l'annonce aux jumeaux, sans pour autant annoncer la cause exacte de son renvoi. Malgré ça, il affirme que les accusations de Juliet sont fausses. Juliet vient les rendre visite pour avoir une explication avec Cane et Lily. Elle dit que Cane n'est pas obligé de s'impliquer dans la vie de l'enfant et qu'elle s'en chargera d'elle-même. Lily persuade Cane de s'impliquer dans la vie de l'enfant. Cane recherche également du travail, passe des entretiens d'embauche mais sans succès puisque la cause de son renvoi de Pêche d'Enfer a été ajoutée à son CV. Il demande alors à Devon de l'engager chez Hamilton-Winters en tant que cadre. Devon souhaite en parler à Neil, mais ce dernier, réticent au début, décide de ne pas l'engager à cause de ce qu'il a fait à Lily. Cane reçoit alors un appel de Jack, qui trouve une opportunité de l'engager afin de contrer Pêche d'Enfer. Mais Victoria croise Cane dans les locaux de Jabot Cosmetics, elle comprend tout de suite que Jack à l'intention d'embaucher Cane. Elle va voir Jack et le dissuade d'embaucher Cane, sinon elle dira à Victor que Nikki a embrassé Jack. Celui-ci accepte à contrecœur et décide de décliner l'offre faite à Cane. Ce dernier comprend tout de suite que c'est Victoria qui lui a fait du chantage, il va alors la confronter à ce sujet, Victoria finit par avouer que c'était bien elle. Parallèlement, les jumeaux ont appris l'infidélité de Cane et lui en veulent terriblement. Jesse, le caméraman que Cane avait engagé lors de la publicité pour la ligue de hockey, débarque à Genoa et annonce à Cane qu'il veut 25 000 dollars en liquide, sinon il révélera la cause exacte de l'échec de la publicité dans les plateaux de l'heure d'Hilary. Cane accepte en prenant la bourse d'études des jumeaux. William et Victoria piègent Jesse et apprennent finalement la vérité sur la pub de hockey. Ils en parlent à Lily en présence de Cane. Ne supportant plus ses mensonges, Lily le chasse de chez eux sans pour autant dire la vérité à leurs enfants.

- Après avoir quitté le domicile familial des Ashby et toujours en recherche d'emploi après son licenciement, Cane, qui vit désormais au Manoir Chancellor, fait une proposition à Jack, afin qu'il l'engage comme consultant chez Jabot (en réalité, il cherche à se venger de Victoria, après qu'elle l'a renvoyé, en ayant pour but de dévoiler les secrets de Pêche d'Enfer), mais Jack, conscient du dilemme que Victoria lui avait imposé, refuse. Cane continue de chercher du travail, sans succès final. Il apprend que Benjamin Hochman souhaite investir chez Pêche d'Enfer et qu'un contrat est en cours de signature. Cane lui propose de l'engager en tant que consultant, secrètement. Hochman, réticent au début à cause des bêtises de Cane, retient sa candidature sans avoir réellement confiance en lui. En rentrant chez lui le soir, il surprend Mattie et Reed Hellstrom s'embrasser. Étant donné que ce dernier est le fils de Victoria, il le met brusquement à la porte et ordonne à Mattie de ne plus le revoir. Le lendemain, Cane à rendez-vous avec Hochman. Ils acceptent le marché proposé par Cane et ce dernier lui laisse son numéro de téléphone. Mais Victoria, qui allait accepter l'offre de Benjamin, voit le mot de Cane et comprend que Benjamin tente de s'immiscer dans son entreprise en voulant engager Cane. Elle se dispute violemment avec lui dans les couloirs de l'Athletic Club, que Hilary filme et diffuse ensuite sur son émission. Cane et Victoria, toujours en conflit, conseillent à leurs propres enfants de ne plus se voir. Victoria est moins intransigeante vis-à-vis de Reed, bien qu'elle conseille à son fils d'éviter de revoir Mattie. Cane, en revanche, lui est plus strict envers sa fille.

- Hilary, fraîchement séparée de Jordan, constate que ce dernier commence à ressentir une attirance pour Lily. Hilary en parle à Cane, qui refuse de croire qu'il se passe plus que de l'amitié entre les deux collègues. Après avoir été à l'hôpital avec Juliet pour savoir si son bébé pourrait être atteint de la mucoviscidose, Cane revient voir Hilary, qui continue de lui dire de se méfier de Lily et de Jordan. Cane doute encore qu'il y'ait un éventuel rapprochement entre eux. Ses doutes se confirment lorsqu'il surprend Lily, Jordan et les jumeaux lors d'un dîner familial. Ayant constaté que Jordan "prend" sa place, Cane accepte de s'allier avec Hilary dans le but de reconquérir leurs partenaires respectifs. Lily, qui voit que la relation entre Cane et Charlie ne s'arrange pas, tente de les faire reconcilier en proposant à Charlie d'aller manger avec son père, ce qu'il accepte à contrecœur. Cane informe Hilary des progrès qu'il a eus avec son fils et lui apprend que Mathilda sort avec Reed Hellstrom, le fils de Victoria. Mattie, qui a été interdit d'aller voir Reed, sèche les cours un jour et part rejoindre Reed chez lui Cane l'apprend vite après avoir reçu un appel de son école. Il comprend qu'elle est allée voir Reed et trouve un accessoire lui appartenant. Furieux, il blâme Reed. Victoria arrive à ce moment-là et se dispute avec Cane avant de le mettre dehors. En rentrant chez lui, il informe Lily de ce que Mattie a fait. Par la suite, cette dernière se fait punir. Victoria souhaite demander une mesure d'éloignement envers Cane. Michael conseille Victoria de ne pas aller sur ce terrain-là et d'apaiser les tensions. Il conseille également Cane de faire profil bas, mais Cane refuse.

- Toujours dans le but de sauver son mariage, Cane suggère à Lily d'aller voir un conseiller conjugal, ce qu'elle accepte après quelques réticences. Le lendemain, ils partent voir une conseillère conjugale mais tout ne se passe pas comme prévu, en effet, Lily reproche toujours à Cane de l'avoir trompé et menti. De plus, elle ajoute qu'elle est venue pour les enfants et qu'elle ne sait plus si elle veut réellement sauver son mariage. Cane, déprimé, passe sa soirée à l'Underground. Juliet le retrouve là-bas et Cane lui raconte sa mauvaise journée. Il rentre au Manoir Chancellor et Juliet le suit avec un plat commandé. Ils mangent et discutent de leur avenir concernant le bébé. Sur le coup de l'émotion, ils finissent par s'embrasser. Kevin, de passage à Genoa, tombe sur Cane et Juliet. Cane finit par lui raconter ce qu'il se passe. De son côté, Juliet rencontre Hilary au Club. Elles ont une discussion un peu tendue à cause de Cane. Juliet se persuade que Cane pourrait se mettre avec elle, et Hilary est plus réaliste avec elle, Cane n'abandonnera pas sa famille pour elle. Juliet ressent ensuite de violentes contractions et part à l'hôpital, accompagné d'Hilary. Cane vient ensuite la voir et lui dit qu'il sera présent pour elle et le bébé, bien qu'il soit toujours déterminé à reconquérir Lily. Cane rentre ensuite chez lui ou il a une discussion avec Lily. Après le départ de Cane, Lily fait appel à Michael et lui annonce sa volonté de divorcer de Cane. Ce dernier l'apprend par le biais de Michael, qui se présente comme l'avocat de Lily. Cane va d'abord confronter Jordan à propos de ses sentiments envers Lily, puis il va voir sa femme à propos de cette décision soudaine. Il décide de respecter son choix en vue du peu d'espoir qu'il a de la reconquérir. Ils expliquent ça aux jumeaux, qui sont effondrés de la nouvelle.

- Peu de temps après, en octobre 2017, Cane part rendre visite à Jill et Colin. Il revient à Genoa avec un travail : Jill lui a confié la direction de Chancellor Industries et en fait part à William, Victoria, Lily et Juliet. Il apprend par la même occasion par William que Lily a pris le poste à la fois de Cane, mais également celui de Juliet. Cette dernière l'apprend de la bouche de Cane avant que celui-ci croise le chemin de Victoria à l'Athletic Club et qu'il s'embrouille avec elle. Cane propose d'héberger Juliet au Manoir Chancellor afin de la protéger et protéger son fils. Lily arrive plus tard pour demander à Cane de garder les jumeaux pour cause de voyages d'affaires. Avant que Cane n'eût le temps de lui expliquer la situation avec Juliet, Lily tombe nez à nez avec elle et confronte Cane à ce sujet. Plus tard dans la soirée, Cane rentre chez lui et surprend Mattie en compagnie de Reed, il ordonne à Reed de sortir mais il apprend par Charlie que Victoria et Lily ont autorisé leurs enfants à se fréquenter à nouveau, ce qui met Cane en rogne et provoque une dispute avec Lily, intervenue plus tard.

- Fin octobre, Lily part en voyage d'affaires à Dallas et demande à Cane de surveiller les jumeaux, ce qu'il accepte. Le soir d'Halloween, il accepte que Reed vient chez les Ashby accompagné de plusieurs amis. Voyant la soirée peu mouvementée, Reed propose à tout le monde de faire la fête autre part, Cane accepte la proposition de Reed, à condition que les jumeaux rentrent assez tôt. Reed demande ensuite à Noah les clés de l'Underground, qu'il accepte après réticence. Ils se dirigent ensuite vers le night-club de Nick et attendent de voir qu'il n'y ait personne. Au moment où Reed comptait ramener le reste des invités, ce dernier et les jumeaux entendent du bruit et pensant qu'une présence arriva, partent se cacher (il s'agissait en réalité de Nick, puis de Dina). Plus tard dans la soirée, un feu se propage à l'Underground et Cane, qui dormait chez lui, se rend sur place et tente de les sauver, en vain. Ils sont finalement sauvés grâce à William, qui a ensuite eu du mal à sortir après mais lui aussi, finalement sauvé par Jack et les secouristes. Après cet incident, Lily revient sur son accord a propos de Matilda et Reed et avec Cane, ils ordonnent à leur fille d'arrêter de fréquenter Reed.

### Naissance de Sam Ashby, décès de Juliet Helton et réconciliation avec Lily
- Après l'incident de l'Underground lors de la fête d'Halloween, Lily et Cane ont leur audience a propos du divorce qui approche. La veille de l'audience, William, chassé par Phyllis, emménage temporairement au domicile Chancellor, et surprend Juliet. Il apprend que cette dernière réside ici, sous la surveillance de Cane qui les protègent, elle et le bébé. Cane et William échangent un verre et se communiquent leurs problèmes respectifs. William propose ensuite que les deux hommes aillent reconquérir leurs femmes, le soir même. Sous l'effet de l'alcool, Cane accepte. Ce dernier rend visite à Lily, sans succès puisqu'elle n'ouvre pas la porte. Des voisins contactent la police et Cane est finalement mis en garde à vue, en compagnie de William. Le lendemain, jour de son audience pour le divorce, Cane arrive en retard et cache aux autres son arrestation la veille, ce n'est qu'à la suite d'une discussion un peu tendue avec Juliet que les autres apprennent ce qui est arrivé a Cane. Plus tard, au moment où le juge allait rendre son verdict, Charlie signale aux autres que Juliet a fait un malaise et qu'elle perd du sang. L'audience est mise en suspens et Cane et Lily se rendent à l'hôpital. Sur place, ils apprennent que le fils de Cane est né prématurément, mais que Juliet n'a malheureusement pas survécu. Elle meurt le 9 novembre 2017 (épisode diffusé en France le 28 septembre 2020 sur TF1). Lily décide d'appeler l'enfant "Sam" en hommage à Samantha Ashby, la sœur de Cane, décédée.

- Après la naissance de Sam, Lily et Cane se rendent compte que Sam a besoin d'une opération pour survivre. Ils font don de sang à Sam pour sa guérison. Cane n'est pas compatible avec Sam, contrairement à Lily qui l'est. Cependant, leur don de sang ne sont pas assez solides pour permettre à Sam de survivre. Quand Lily l'apprend aux jumeaux, Charlie se propose de donner son sang directement, à l'opposé de Mattie qui est sous la réserve à cause des changements au sein de leurs familles. Néanmoins, elle revient sur sa décision et se propose elle aussi pour faire un don de sang à Sam. Charlie n'étant pas compatible, Mattie se porte garante pour essayer de sauver son petit frère. L'opération fonctionne et Sam guérit. Après la guérison de Sam, les tensions entre Cane et Lily s'apaisent. Parallèlement, Cane se rapproche amicalement d'Hilary, ces derniers deviennent même amis. Hilary ressent une profonde admiration pour Sam, ce qui déplaît Lily, qui doute de sa sincérité. Le soir du Nouvel An, Jill et Esther organisent une soirée en tête à tête dans le but de les remettre ensemble, ce qui ne marche pas, Cane et Lily pensent que l'un et l'autre est passée à autre chose. En janvier 2018, Lily part en voyage professionnel à Paris en compagnie d'Abby. Ayant peur de perdre toute chance de se réconcilier avec Lily et avec des conseils avisés de William, Cane la suit à Paris pour lui faire la surprise. Il ne parvient pas à trouver Lily directement. C'est en croisant Abby devant sa chambre que Cane apprend que Lily est partie à l'aéroport afin de rentrer à Genoa. Cane se dirige à l'aéroport et finit par la trouver, ils retournent à l'hôtel ou les amoureux s'expliquent et finissent par faire l'amour et se remettre ensemble (épisodes diffusées le 30 novembre, le 1er décembre et le 2 décembre 2020 sur TF1).

### La nouvelle vie des Ashby, avec Sam
- Après l'escapade romantique de Cane et Lily, ces derniers rentrent à Genoa City. Ils annoncent à leurs enfants qu'ils se sont remis ensemble et que Cane revient habiter au domicile familial. Cependant, lorsque Cane aborde le sujet concernant Sam, Lily et Mattie sont sous la réserve concernant sa venue dans la famille. Charlie est, en revanche, plus ouvert concernant l'intégration de Sam chez les Ashby. Cane remarque néanmoins que Lily, mais aussi Mattie sont mal à l'aise concernant leur nouvelle vie avec le petit Sam. Il tente de les raisonner de temps en temps. Parallèlement, Cane doit gérer son nouveau co-PDG de Chancellor Industries, William, engagé par Jill et en qui Cane n'a aucune confiance. Il engage également J.T. au sein de Chancellor Industries, et à qui Cane fait entièrement confiance. Cependant, le temps de travail de J.T. chez Chancellor fut de courte durée car ce dernier manque d'épanouissement dans son travail, dû au fait que Cane lui donne des missions minimes comparé à ses compétences. J.T. commence à s'éloigner de son travail, et plante parfois Cane et William lors des réunions. Il découvre rapidement que J.T. travaille temporairement pour Fenmore's et le blâme pour cette trahison. Sous les conseils de Victoria, J.T quitte Chancellor et part travailler pour Newman, ce qui énerve Cane.

- Le 14 février 2018, jour de la Saint-Valentin, Cane et Lily renouvellent leurs vœux en famille devant Charlie, Mattie et Sam (épisode diffusé le 30 décembre 2020 sur TF1). Ils apprennent un peu plus tard grâce à une clé USB que Devon leur a donné qu'Hilary avait menti concernant un possible harcèlement sexuel de Cane envers Juliet lorsque cette dernière avait perdu son emploi. Cane comprend alors que c'est Hilary qui avait demandé à Juliet d'accuser Cane et ce dernier comprend également comment Juliet avait réussi à se procurer Leslie Michaelson en tant qu'avocate. Lily et Cane partent confronter Hilary et la blâment pour ce qu'elle a fait.

### Du décès tragique d'Hilary à l'incarcération de Lily
- Quelques mois plus tard, Hilary, désormais enceinte, vit avec Devon dans son appartement et héberge également Shauna Nelson, une adolescente ayant des problèmes familiaux et qui est la nouvelle petite-amie de Charlie. Mi-juillet 2018, Shauna invite Charlie à passer la nuit chez Devon et Hilary, seuls. Ils finissent par coucher ensemble (on apprend dans les épisodes suivants que ça n'a pas été le cas). Lorsque Lily l'apprend, elle se rend chez Devon et se dispute avec Hilary. Shauna finit par s'enfuir et Lily, Hilary et Charlie se ruent à sa recherche. Durant le trajet, Lily et Hilary ont une violente dispute entraînant un accident de voiture lorsque Lily grille un feu rouge le 18 juillet 2018 (épisode diffusée le 1er juin 2021 sur TF1). Lily et Charlie s'en sortent indemnes mais Hilary est grièvement blessée et est emmené à l'hôpital. Nate Hastings, le fils d'Olivia, de retour à Genoa depuis peu, tente de sauver Hilary et le bébé, mais cette dernière finit par perdre son bébé et Nate annonce à Devon que cette dernière est mourante et que ses jours sont comptés. Devon décide de se remarier avec Hilary sans lui dire son sort final (elle l'apprend très vite) et Cane et Neil décident de lui pardonner. Hilary et Devon se remarient juste avant qu'Hilary rend son dernier souffle. Elle meurt le 27 juillet 2018 (épisode diffusée le 10 juin 2021 sur TF1).

- Après la mort d'Hilary, Devon décide d'organiser rapidement ses obsèques. Lily culpabilise car elle se sent responsable de la mort de la jeune femme. Cane, qui a appris que Lily est responsable du décès d'Hilary, suggère à sa femme et a son fils Charlie de se taire, afin de ne pas l'envoyer en prison. Il apprend également que Shauna est au courant du défaut de feu rouge de Lily et lui demande de se taire. Lors des obsèques d'Hilary, famille et amis sont conviés. Chacun sort un discours sur Hilary et celle-ci les écrit en retour (juste avant son décès). Plus tard, à la fin de la cérémonie, Lily tente de s'excuser auprès de Shauna mais celle-ci ne croit pas à son mea culpa et dévoile publiquement la responsabilité de Lily dans l'accident d'Hilary. Cane tente de couvrir le crime de sa femme mais Charlie confirme les dires de Shauna. Lily justifie avoir réellement oublié être responsable de l'accident, mais Devon pense qu'elle a délibérément tué Hilary et entre en conflit avec elle, la menaçant de la dénoncer à la police, bien que Lily souhaite obtenir le pardon de son frère. De son côté, Cane tente également d'arranger les choses entre Devon et Lily en tentant de rattraper son erreur mais Devon qui lui en veut également d'avoir voulu dissimuler le crime de Lily, ne prend pas en compte ses excuses.

- Avec les charges qui pèsent contre elle, Lily envisage de se dénoncer à la police en faisant une nouvelle déposition. Ayant peur de perdre sa femme, Cane tente de l'en dissuader mais Lily souhaite avouer son crime. Elle fait appel à Michael pour la représenter. Paul arrive juste après et auditionne en privé Lily, et enregistre sa déposition, sans la présence de Cane. Lily avoue à Paul être responsable de la mort d'Hilary, malgré les conseils de Michael. Voyant une Lily bouleversée, Paul interrompt l'enregistrement. Cane apprend ensuite que Lily a avoué son crime. Michael leur apprend ensuite qu'avec sa déposition, Lily pourrait encourir 20 ans de prison pour homicide involontaire. Cane tente alors à nouveau de convaincre Devon de ne pas envoyer sa sœur en prison, mais il refuse à nouveau d'écouter Cane et lui dit ce qu'il pense concernant la sentence de Lily. Cane manque de le frapper mais Nate réussit à intervenir. Cane s'excuse ensuite et part. Il envisage ensuite de quitter la ville avec Lily, Charlie, Mattie et Sam pour se rendre à Sydney, en Australie, grâce à l'aide de Colin, en achetant des billets d'avion. Lily l'apprend et refuse de le suivre, voulant assumer son acte en compagnie de sa famille.

- Le 3 septembre à lieu la date de l'audience de Lily. Malgré les conseils de certains, Devon souhaite aller jusqu'à la peine maximale. Cane témoigne en premier, dédouanant Lily pour son crime et se rendant responsable de l'accident, celui-ci ayant caché à tout le monde dont Lily et Devon la responsabilité de sa femme lors de l'accident. Puis vient le tour de Shauna, qui parle avec tristesse d'Hilary et demande au juge à être clément envers elle. Et enfin vient le tour de Devon et Lily. Si Lily se rend responsable du meurtre en étant anéantie, Devon lui est ferme et souhaite que Lily écope de la peine maximale. Au moment de la décision du juge, Cane demande à Devon de revoir sa déclaration pour éviter à Lily la prison. Lorsque le juge veut rendre son verdict, Devon le coupe et refait une déclaration, qui va en faveur de Lily et demande au juge d'être plus clément envers sa sœur, ce qui redonne de l'espoir aux Ashby. Refusant ensuite de voir qu'ils ont gagné, Devon quitte l'audience et se rend au Néon Ecarlate. Cane le suit et tente de le convaincre d'être présent lorsque la sentence sera prononcée. Devon refuse. Mais il croise Sharon qui le conseille d'être présent pour sa sœur. Devon finit par être convaincu et revient à l'audience. Le juge rend son verdict et Lily se voit refuser son permis de conduire pendant 2 ans, écope d'une amende de 50 000 dollars et est condamnée à 1 an de prison. Les Ashby sont abattus et Devon s'excuse auprès d'eux (épisodes diffusées le 19 et 20 juillet 2021 sur TF1).

- Lily est incarcérée dans la prison de Walworth et Cane et les jumeaux la rendent régulièrement visite. Lily leur assure qu'elle va bien mais lorsque Charlie et Mattie partent, Lily avoue à Cane qu'elle est anéantie et qu'elle est mal à l'aise vis-à-vis des autres prisonnières qui l'ont reconnue. Cependant, Charlie remarque qu'elle va mal et se met à sécher secrètement les cours, bouleversé par l'incarcération de sa mère. Il va voir Devon pour lui demander de rendre visite à Lily. Devon ne l'entend que d'une oreille et ne promet rien. Mais il vient finalement la voir en prison pour s'expliquer avec elle et accepte le pardon de Lily, sous les yeux de Cane et les jumeaux.

- Quelques semaines plus tard, Lily est placée à l'isolement à la suite d'une altercation avec d'autres détenues. Lily a défendu une codétenue avec qui elle s'est liée d'amitié, entre autres, et celle-ci a été accusée de vol par les autres codétenues. Lily est intervenue et s'est retrouvée mêlée à la bagarre. En rendant visite à sa femme en prison, Cane se rend compte qu'elle n'est pas présente. Avec Nate, il apprend par la directrice de la prison l'altercation de Lily et la raison de son absence. Lorsque Lily sort de l'isolement, elle apprend à Cane et Neil qu'elle va être transférée dans une autre prison, à 4 heures de route de Genoa, afin d'assurer sa sécurité. Cane ne comprend pas ce choix puisque c'est Lily qui à également été agressé avec sa codétenue. Devon apprend cela lui aussi et tente de convaincre le Sénateur de revoir sa décision concernant Lily pour une punition plus adéquate. Mais celui-ci refuse sa requête. Lily est alors transférée et dit au revoir à sa famille, dévastés par ce changement. Cane envisage ensuite de déménager et prend un appartement près de Lakewood, la ville ou Lily et incarcérée, mais les jumeaux sont contrariés et n'osent pas en parler à leur père. Ils vont voir leur oncle Devon et lui en parlent. Devon décide d'appeler Cane et lui demande de ne pas penser qu'à lui pour une fois. Cane revoit sa décision en comprenant que Charlie et Mattie ne veulent pas partir et en pensant à ce que Lily dirait, il décide d'annuler leur déménagement.

- Peu après, Devon fait une "descente aux enfers" et commence à s'éloigner de sa famille. Le jour de Thanksgiving, Cane invite Devon à venir avec eux à Lakewood fêter Thanksgiving avec Lily. Devon refuse, prétextant être bourré de travail. Lorsque les Ashby reviennent en ville, ils partent chez Devon fêter Thanksgiving avec lui avec Nate, malgré son avis. Ana, la sœur de Devon, revient en ville pendant le dîner et soumet à Devon l'idée de pouvoir travailler chez Hamilton-Winters dans l'ancien poste de Tessa. Devon accepte dans l'immédiat puis s'éclipse. Mais ce qu'il ne sait pas, c'est qu'Ana est revenue en ville dans le but d'aider Devon à ne pas sombrer dans l'alcool, à la demande de Nate et Neil. Le lendemain, Ana retrouve un sachet de drogue dans le canapé à Devon et appelle Cane à la rescousse. Ana suspecte tout d'abord Shauna, mais celle-ci leur confirme plus tard qu'il ne lui appartient pas. Elle leur avoue également qu'elle se sent mal à l'aise depuis que Devon invite ses collègues dans son penthouse et envisage de retourner vivre chez ses parents. Lorsque Devon rentre, Cane lui demande des réponses à propos du sachet de drogue retrouvé dans son canapé, Devon nie savoir à qui il appartient et apprend par la suite que Shauna souhaite rentrer chez ses parents dans le Colorado. Il embrouille Cane à ce sujet et le chasse de chez lui avant de faire une crise de panique. Malgré les arguments de Devon, Shauna ne change pas d'avis et souhaite rentrer chez ses parents. Elle et Devon se disent au revoir avant d'être accompagné par Cane et Charlie à l'aéroport.

- Le départ de Shauna complique les choses pour elle et Charlie car la relation à distance fait qu'elle change son statut sur les réseaux sociaux et s'affiche avec un autre jeune garçon. Leur relation prend fin rapidement et Charlie se met à déprimer. Il invite Reed, revenu en ville depuis quelques jours. Celui-ci propose à Charlie d'aller décompresser, il accepte. Cependant, avec l'état second de Charlie, Reed se propose de prendre le volant, malgré sa suspension de permis. De plus, une forte neige s'abat sur Genoa, ce qui rend la visibilité mauvaise sur la route. Sur le chemin, ils percutent quelque chose, qu'ils pensent être un animal (il s'agit en réalité de Nikki Newman, la grand-mère de Reed, sans que les deux garçons s'en rendent compte). Nikki finit aux urgences. Reed se rend très vite compte qu'il a renversé sa grand-mère et souhaite se dénoncer à la police mais Charlie parvient à plusieurs reprises de l'en dissuader. De son côté, Cane découvre que sa voiture est endommagée et gobe l'histoire de Charlie, disant avoir percuté un animal en route. Lors de la fête du Nouvel An, Cane se rend chez Devon, mais celui-ci déprime de ne pas le passer avec Lily et enchaîne les verres d'alcool. Il s'endort sur le canapé de Devon avant les douze coups de minuit et se réveille le lendemain, mal en point. En rentrant chez lui, il reçoit la visite surprise de Victoria, qui vient l'embrouiller concernant Reed et Charlie. Il apprend au passage l'implication de leurs enfants dans l'accident de Nikki et comprend ce à quoi est dû l'endommagement de sa voiture. Leurs reproches mutuels concernant leurs enfants vire au règlement de comptes personnel, ces deux-là se reprochent leurs erreurs passées puis désespérés par leurs problèmes respectifs, Victoria et Cane finissent par s'embrasser. Après avoir réalisé son action, Victoria s'éclipse très rapidement. Cane la suit et tient à faire le point concernant leur baiser et lui demande de ne rien dire à personne, particulièrement Lily. Victoria accepte de se taire. Plus tard dans la journée, il va voir son fils et lui fait avouer son implication dans l'accident de Nikki. Cane promet ensuite à Charlie de le protéger concernant ce crime. Le lendemain, il rend visite à Victoria et lui soumet l'idée de faire avouer à Nikki le crime de leurs enfants, mais que c'est eux-mêmes qui vont avouer leur délit de fuite. Victoria accepte. Ils se rendent à l'hôpital avec Reed et Charlie qui avouent leur faute à Nikki. Elle accepte leurs excuses et leur avoue avoir également une part de responsabilité dans l'accident : elle était ivre. Nikki donne cependant la responsabilité à Victoria et Cane de punir leurs enfants et leur demande de ne pas mêler la police à cette histoire. En rentrant, Cane décide de limiter les heures de sorties de Charlie, ce dernier accepte sa sentence.

- Il reçoit ensuite la visite de Jill, revenue de voyage sans Colin, avec qui elle vient de se séparer. Il lui avoue, tout d'abord entre autres qu'il a fauté dans son mariage, puis lui avoue avoir embrassé une autre femme. Jill le conseille de ne pas laisser cette histoire détruire son mariage et lui conseille de ne rien dire à Lily. Plus tard, il reçoit une lettre de Lily, qu'il a du mal à lire. Après avoir lu la lettre de Lily, qu'il dissimule à ses enfants, ceux-ci viennent lui proposer d'aller participer à la journée commémorative en la mémoire de J.T. Cane refuse d'y aller au départ, jouant la carte de l'animosité qu'il a avec Victoria mais décide finalement d'y aller après que ses enfants l'aient convaincu. Lors de la cérémonie, Cane, tout comme la plupart des invités, apprend par Phyllis les violences que J.T. faisait subir à Victoria. Il s'excuse ensuite auprès d'elle à la fin de la cérémonie. Par la suite, Cane part rendre visite à Lily pour essayer d'arranger leurs discussions. Mais les deux ont du mal à se comprendre, ce qui fait que leur visite se termine sous tension. En rentrant à Genoa, Cane croise Neil, ce dernier a appris que leur dernière conversation a été tendue, notamment à cause de Cane, qui souhaite précipiter les choses au lieu de parler du moment présent. Il surprend ensuite Victoria et William se disputer et raccompagne Victoria chez elle, disant avoir oublié son écharpe. Victoria et Cane se confient ensuite l'un à l'autre à propos de leur vie amoureuse et finissent par s'embrasser à nouveau sur le divan, avant que William ne les surprenne. Celui-ci leur demande des comptes, Victoria lui dit que c'est elle qui l'a embrassé en premier. De son côté, rongé par la culpabilité, Cane demande à Devon de lui emprunter son jet pour se rendre à Lakewood. Ce dernier accepte à condition qu'il lui raconte ce qui le contrarie. Cane lui avoue avoir embrassé Victoria. Devon refuse alors de lui prêter son jet. Cane décide de partir de ses propres moyens. Quand il arrive sur place, il apprend que William l'a devancé pour aller raconter sa version à Lily. Il rentre à Genoa et le confronte. William rétorque qu'il ne la mérite pas et Cane finit par le mettre en garde avant d'aller rapporter à Victoria ce que William à fait contre lui, et par conséquent contre Victoria.

- Malheureusement pour Cane, Lily ne souhaite plus le voir et le dit à Neil, qui organise par la suite une visite avec ses petits-enfants et écarte Cane du projet lorsqu'il cherche à s'incruster. Neil le met en garde concernant sa faute puis s'en va. Mais Cane le retrouve chez Devon et les embrouille concernant l'éloignement qu'ils souhaitent établir envers le couple. Il demande ensuite à Neil et Devon de l'aider à pouvoir communiquer avec Lily mais ces derniers refusent, justifiant le fait qu'il doit réaliser un travail sur lui-même afin d'éviter de mettre fin à son mariage. Le jour de la Saint-Valentin, il ne part pas voir Lily, ce qui interroge les jumeaux, qui ont fait une vidéo surprise pour leurs parents. Cane camoufle les détails et regarde la vidéo réalisée de Charlie et Mattie. Triste et à la fois ému, il accepte tout de même d'enregistrer sa voix dans la vidéo de ses enfants. Quelques semaines plus tard, Cane reçoit une lettre de Lily qui demande le divorce. Il tente de dissimuler la vérité à ses enfants, bien qu'il leur avoue que Lily veut divorcer, prétextant que le manque de Cane envers Lily est invivable pour elle. À la demande de Lily, il part lui rendre visite, espérant la dissuader de poursuivre sa demande de divorce. Mais Lily est catégorique, elle souhaite divorcer et lui confie que ce n'est pas le baiser de Cane et Victoria qui l'a décidée, mais ce sont leurs nombreuses erreurs à tous les deux. Elle lui apprend aussi qu'elle sortira plus tôt que prévu grâce aux bonnes actions qu'elle fait en prison. Cane est ravi que Lily puisse sortir dans quelques jours mais est dévasté qu'elle souhaite mettre fin à leur mariage. En rentrant à Genoa, il croise le chemin de William et s'en prend à lui dans un état second. Voulant éviter une bagarre entre les deux hommes, Traci ramène Cane chez lui. Cane reprend ses esprits et lui explique que Lily veut divorcer et les raisons qui l'ont poussé à cette décision. Traci pense que le problème est plus profond et suggère à Cane de choisir ce qui est bon pour lui et pour Lily. Voyant aucun espoir de réconciliation, il pense à rendre à Lily sa liberté.

- Lily est libérée le 19 avril 2019. Elle se rend chez elle ou elle s'explique avec Cane sur son retour express. En effet, elle envisage de se rendre à la soirée d'inauguration du nouveau restaurant d'Abby et Devon puis de quitter directement la ville pour se consacrer à l'enseignement de ses anciennes codétenues à Lakewood. Cane tente de lui faire changer d'avis en lui faisant part de son nouveau projet de vie : il a démissionné de son poste de PDG aux Industries Chancellor et souhaite venir en aide aux autres. Mais cela ne suffit pas à Lily qui lui fait comprendre qu'elle souhaite toujours divorcer. Cane lui demande alors une dernière faveur : l'accompagner à la soirée d'ouverture du Society. Lily accepte.

### Le décès de Neil et le divorce des Ashby: un nouveau départ pour Cane
- Le soir du 22 avril 2019, Devon inaugure avec Abby leur nouveau restaurant, le Society. Tout Genoa se rend à l'évènement y compris Lily, tout juste sortie de prison, qui s'y rend avec Cane. Celui-ci y voit cette soirée comme un espoir de réconciliation, tandis que Lily annonce à Devon sa volonté de divorcer de Cane et de refaire sa vie ailleurs. Au cours de la soirée, Devon s'inquiète pour son père qui tarde à venir et va le chercher dans son penthouse. Malheureusement, Devon à une mauvaise surprise en arrivant : Neil est décédé dans son sommeil. Anéanti, Devon retourne au Society et annonce tout d'abord à Lily le décès de Neil, puis au fur et à mesure, l'ensemble des proches des Winters apprennent le décès de Neil (épisode diffusé le 1er mars 2022 en France sur TF1). Ils apprennent que Neil a été victime d'un AVC et qu'il est mort dans son sommeil, sans avoir souffert. Le lendemain, tout Genoa se rend aux obsèques de Neil, avec le retour d'anciens personnages tels que Malcolm, Leslie ainsi que Sofia et le petit Moïse. Certains apportent un témoignage tels que Malcolm, Devon, Victor et Jack. Cane témoigne également à la place de Lily, qui a cependant du mal à exprimer ce qu'elle ressent mais y parvient avec l'aide des autres. Après la cérémonie, tout le monde se retrouve chez Devon et évoque chacun quelques souvenirs qu'ils ont partagés avec Neil. Le lendemain des obsèques de Neil, Lily quitte Genoa et laisse un mot pour Cane. Réalisant ce qu'il a perdu, Cane appelle une dernière fois Lily et lui dit au revoir.

- Peu après, Lily et Cane divorcent et celui-ci se rapproche amicalement de Traci. Il apprend qu'elle écrit un roman et que le personnage principal de la fiction, Flynn, est inspiré de lui. Lorsque Traci termine son roman, Cane est le premier à découvrir l'histoire complète du roman lis par Traci. Emu par le dénouement de l'histoire, Cane embrasse Traci. Mi-juillet, Traci se rend à New-York pour faire la promotion de son nouveau roman, accompagnée de Cane. Ils mettent les choses à plat sur la tournure qu'a pris leur relation. Cane souhaite prendre un nouveau départ : il accepte de vendre sa maison à Nate et veut prendre un nouveau départ aux côtés de Traci hors de Genoa. Celle-ci, qui avait également des sentiments naissants pour Cane, coupe court a cette relation et leur suggère qu'il est préférable qu'ils restent amis.

- Quelques mois plus tard, Cane est de passage à Genoa. Il apprend par Jill que le testament de Katherine est remis en question a la suite d'une contestation et que l'héritage de Devon aurait été falsifié. Jill se rend a la lecture du nouveau testament et Cane l'accompagne. En se rendant sur place, Jill et Cane rencontrent l'avocate chargée de cette affaire, Amanda Sinclair, qui ressemble comme deux gouttes d'eau a Hilary. Celle-ci fait la lecture du testament et annonce que Phillip III, Chance, Jill et Devon héritent de 1/4 de la fortune de Katherine tandis que l'héritier majoritaire de 2,500,000,000$ n'est autre que Cane. Tous sont confus notamment Devon qui pense que c'est une arnaque et soupçonne tout d'abord Cane a qui ceci profiterait le plus d'être derrière cette arnaque mais il s'excuse très vite. Pour essayer de tirer au clair cette situation, Cane se propose d'aller retrouver Chance a Las Vegas. Il parvient à trouver la suite d'Adam et le surprend avec Phyllis au grand étonnement de Cane. Celui-ci tente de soutirer des infos a Adam sur Chance mais il nie savoir ou il se trouve. Cane met tout de même Adam en garde a propos de son secret a lui et a Chance (voir Adam Newman ou Chance Chancellor). Phyllis qui était également présente, cherche a en savoir plus concernant ses recherches et sur le lien entre Adam et Chance. Cane accepte de lui les divulguer a la condition qu'elle lui dise les raisons qui l'ont poussées a rejoindre Adam. Phyllis avoue qu'elle souhaite le faire revenir a Genoa car il a une dette envers elle. Cane en revanche, ne lui dit rien concernant ses recherches et l'invite à partir, ayant reçu un message de Chance qui a accepté de lui donner rendez-vous. Cane se rend a l'endroit convenu avec Chance mais il ne le voit pas. Lorsqu'il souhaite l'appeler, celui-ci est assommé et kidnappé.

- Cane se réveille dans une pièce isolée et trouve une lettre de Chance avec les véritables pages du testament qui désignent bien Cane comme héritier. Il rentre à Genoa et prévient Jill et Esther de ses découvertes. Jill fait appel à une experte, Amy Nelson qui authentifie les pages du testament ainsi que la signature. Selon Amy, il s'agit bel et bien des véritables pages du testament. Cane et Jill contactent Devon pour lui en informer. Devon leur invite chez lui en compagnie d'Amanda. Jill et Cane leur font part de leurs découvertes et certifient bien a Devon que c'est bien Cane qui hérite de la fortune de Katherine. Devon est déçu et a du mal à réaliser. Cependant, il décide de tenir une réunion en conviant Cane, Jill, Amanda ainsi que Lily et les informe que malgré l'incompréhension de la décision de sa grand-mère, il décide de céder sa fortune a Cane, par respect pour la volonté de Katherine. Peu après, Jill découvre un détail qui lui fait douter de la véracité de cette histoire et rapporte a Cane ce qui la fait douter : selon elle, cette histoire serait en réalité une mascarade orchestrée par Colin puisqu'elle a découvert que la lettre provient des Maldives, lieu ou Jill et Colin prévoyaient de passer leurs vacances, d'autant plus que Chance travaille sous couverture ce qui explique son innocence. Jill décide de se rendre au Maldives et d'enquêter sur cette histoire. Pendant ce temps, Cane essaye de régler les derniers détails concernant son nouveau héritage avec l'aide d'Amanda Sinclair qui se charge de gérer les dernières paperasses. Cane informe Charlie de la nouvelle. Juste après, Chance revient à Genoa, fait irruption dans la suite et frappe Cane au visage. Ce dernier lui demande les raisons qui l'ont poussé a lui asséner ce coup de poing. Chance accuse Cane d'avoir escroqué Devon tandis que Cane l'accuse d'avoir contesté le testament de Katherine avec l'aide de son avocate maître Sinclair. Chance affirme a Cane qu'il n'a jamais contesté l'héritage de Devon ni avoir engagé cette avocate. Chance croit tout de même que Cane a falsifié l'héritage de Katherine pour avoir l'héritage qui revient à Devon. Cane lui confie que Jill pense qu'il y'a une faille dans le nouveau testament et qu'il pourrait s'agir d'une arnaque signé Colin. Chance reçoit ensuite un message lui indiquant une opération importante et qu'une prise d'otages a lieu en bas du Grand Phoenix (voir Chance Chancellor, Chelsea Lawson, Adam Newman ou Abby Newman). Il recommande a Cane, Phyllis et Amanda de se confiner. Phyllis finit par venir en aide a Chance, laissant Cane et Amanda seuls pendant l'opération. Le suspect finit par être appréhendé et tout le monde s'en sort saint et saufs.

- Après cet épisode, Chance rend visite à Devon et lui justifie qu'il n'y est pour rien dans la contestation du testament ni pour avoir engagé Amanda Sinclair. Devon apprend qu'il est peut-être victime d'une escroquerie et est abasourdi par la situation, ne savant plus quoi penser de cette histoire. Il appelle Cane pour entendre sa version des faits. Ce dernier justifie ne pas avoir trafiqué le testament de Katherine pour parvenir à ses fins. Mais il oriente ses soupçons (et ceux de Jill) sur son père, Colin, qui pourrait être derrière la falsification du testament. Cane leur apprend que Jill est déjà en route pour retrouver et confronter Colin sur son implication dans cette affaire. Cane reçoit ensuite un appel de Jill qui lui dit qu'elle a trouvé ou réside Colin : aux Maldives dans l'île de Kuredu. Chance décide de s'y rendre afin de l'arrêter. Chance retrouve Colin et le confronte sur la possible falsification du testament de Katherine. Colin nie tout d'abord être mêlé à cette affaire puis admet qu'il a découvert que Tucker et David Sherman ont tous deux falsifiés le testament. Chance ne croit pas Colin et tente de lui faire avouer son crime bien que celui-ci se dédouane auprès de Jill. Lorsque Cane arrive et apprend qu'il est lui aussi victime d'une escroquerie, Colin oriente les spéculations de Chance sur Cane en l'accusant, celui-ci étant celui à qui l'héritage profiterait le plus. Jill choquée, demande a Cane des réponses. Chance également, qui ne croit pas que Cane soit blanc comme neige dans cette affaire. Cane leur justifie qu'il n'oserait jamais faire ça a Devon ni à quiconque mais justifie que son père en est capable. Lorsqu'ils demandent a Colin ou est l'argent, ce dernier dit avoir pris l'intégralité de la somme dans le compte de Cane et qu'il s'est payé des vacances aux Maldives grâce à cela. Il s'enfuit dans l'immédiat mais est très vite rattrapé par Cane et Chance qui le met en état d'arrestation. Chance rentre à Genoa et rapporte a Devon que Colin a été appréhendé et confirme la théorie d'Amanda qui disait que Colin et Simon Blake (l'auteur de la prise d'otages du Grand Phoenix) étaient liées (Simon Blake avait dénoncé Colin aux autorités peu après son arrestation). Après le départ de Chance, Devon confronte Cane et Amanda, jugeant que les deux ont aidé Colin à monter son escroquerie. Cane assure a Devon qu'il n'y est pour rien dans cette histoire et après qu'ils ont appris que Colin a réussi à échapper aux autorités, Cane promet a Devon qu'il va retrouver son père afin qu'il paye pour son crime.

- Quelques mois plus tard en février 2020, Colin rend l'intégralité de l'argent volé a Devon, celui-ci décide de ne pas le dénoncer aux autorités, jugeant qu'il paye déjà pour son crime et qu'il souffre de l'abandon de sa famille. Il est finalement arrêté quelques semaines plus tard, en avril 2020.